# Casco

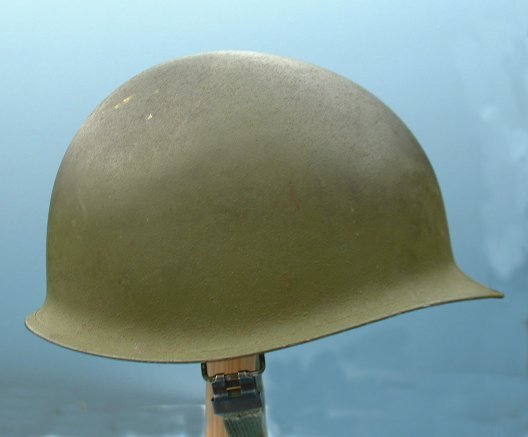
Casco militar.

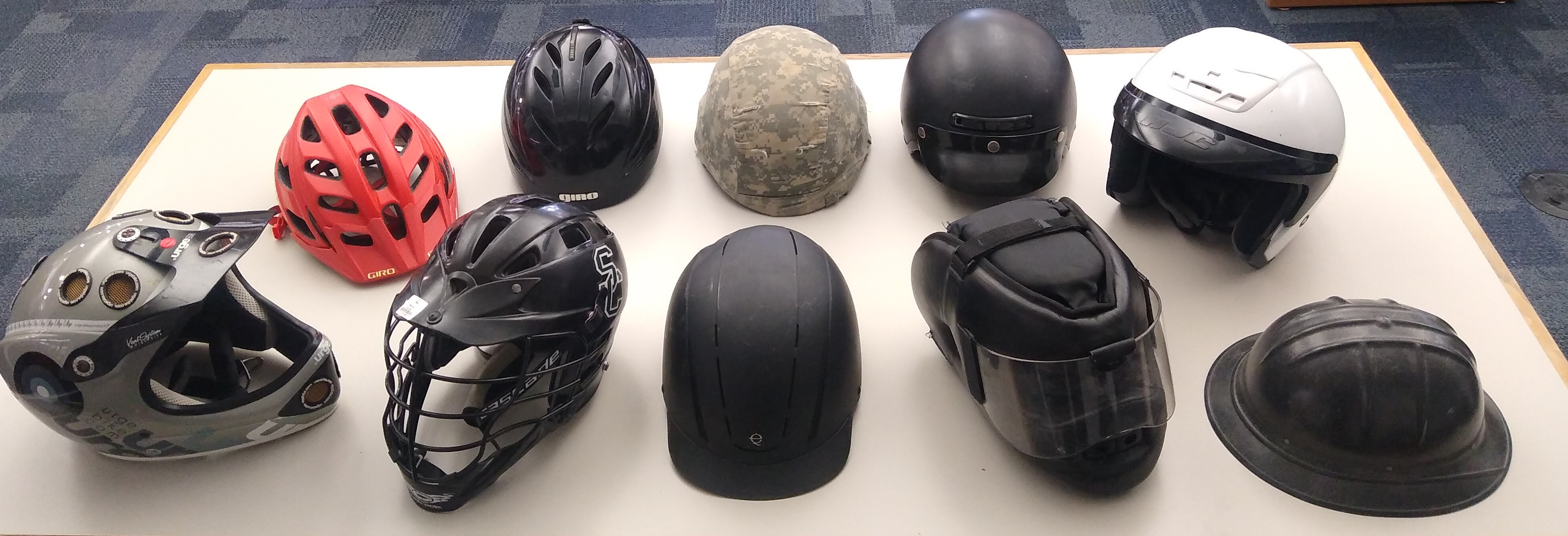
Una muestra con gran variedad de cascos.

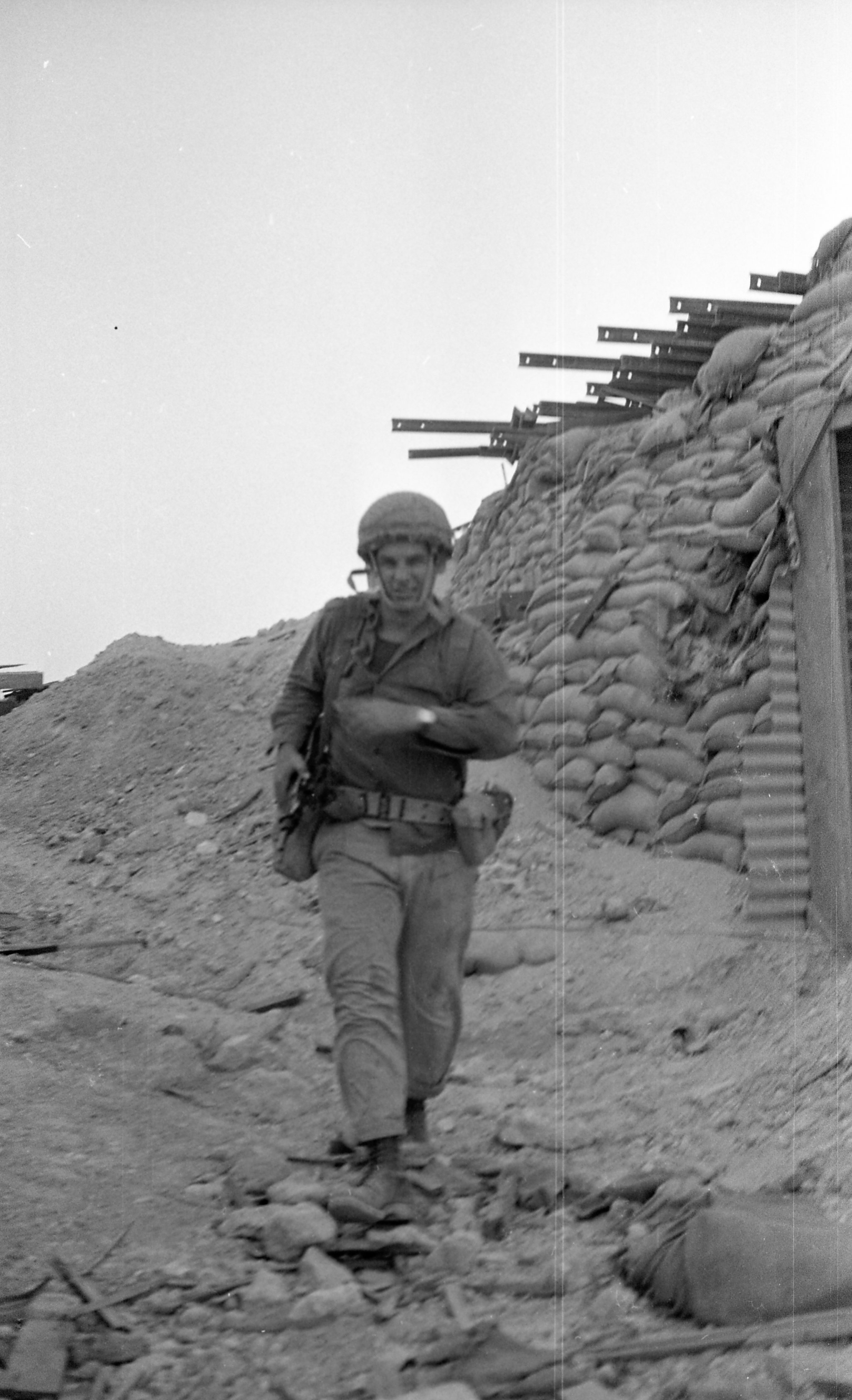
Soldado con casco, en 1969.

Un casco es una forma de prenda protectora usada en la cabeza y hecha generalmente de metal o de algún otro material resistente, típicamente para la protección de la cabeza contra objetos que caen o colisiones a alta velocidad.
Un casco cubre mínimamente la coronilla, la frente y las sienes. Se usan en la industria, en la moto, en el oficio del bombero, en paracaidismo, en las competiciones deportivas de alta velocidad y otras modalidades con riesgo de golpes o colisión. También son habituales en el oficio policíaco, militar, fuerzas de seguridad, construcción, explotación minera, etc. Los cascos para conducir motocicletas son prenda obligatoria en la mayoría de jurisdicciones, los de bicicletas, en cambio, son obligatorios en muy pocos países y muy discutido por los ciclistas.

## Cascos de seguridad vial

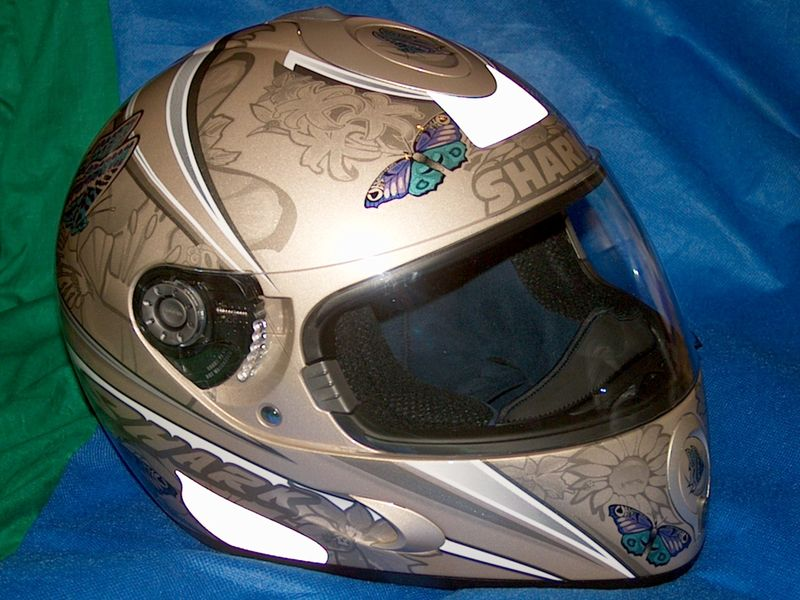
Casco de moto integral.

Los cascos de seguridad vial se utilizan en las vías públicas en las que se alcanzan altas velocidades con riesgo de caídas, golpes o colisiones.

### Casco de moto en América del Norte
Canadá emplea el estándar CMVSS

Leyes sobre cascos de moto en los EE. UU. por estado (a junio de 2022):
Casco opcional (ninguna ley lo requiere)
Casco requerido para los menores de 18 años
Casco requerido para los menores de 19 años
Casco requerido para los menores de 21 años
Casco requerido para los menores de 26 años
Casco requerido para todas las edades

EE. UU. emplean estándar United States Department of Transportation (DOT) FMVSS 218
- Snell M2005 & M2010 (United States)[3]

En Estados-Unidos, se usa cascos motocicleta que cumplen con los requisitos de DOT. El casco DOT en EE. UU. se considera como la mejor esperanza para proteger el cerebro. El casco que cumple con la Norma Federal de Seguridad para Vehículos de Motor (FMVSS) del Departamento de Transporte de los Estados Unidos (DOT) n.º 218 lleva el símbolo DOT en la parte posterior externa del casco.

### Casco de moto en Europa
En la Unión Europea, ajustar la indumentaria de protección, como el casco se considera como una aptitud y comportamiento que se examina en la prueba del permiso de conducción A1, A2 y A según la directiva 2006/126/CE del 20 de diciembre de 2006 sobre el permiso de conducción.
Les países europeos emplean el estándar del Comité Europeo de Normalización UNECE (países de la Unión Europea) CEE 22.06.
Reino Unido establece el estándar SHARP.
Rusia establece el estándar GOST R 41.22-2001 (ГОСТ Р 41.22-2001, basado en el CEE 22.05)

#### España
En España, todos los conductores y pasajeros de motocicletas y ciclomotores tienen que utilizar en cualquier tipo de vía un casco homologado. Estarán exentos de utilizarlo cuando estos vehículos tengan estructura de autoprotección, cinturones de seguridad y así conste en su tarjeta ITV.
En España, el casco de motocicleta debe:
- Estar homologado en la UE;
- Ser de la talla adecuada;
- Ir siempre abrochado;
- Tener un sistema de ventilación que permita una adecuada aireación cuando haga calor y que evite que se empañe la visera en invierno.
- Visera clara (no tintada). Con un recubrimiento interior que impida que se empañe, o con doble pantalla.
- Estar en perfectas condiciones. Si ha sufrido un golpe fuerte o se ha caído de una altura superior a 1,50 metros, debe cambiarse.

La Dirección General de Tráfico considera que diversos estudios indican que las lesiones de cabeza son la principal causa de muerte entre los accidentados de dos ruedas. Concretamente el 80 % de los fallecidos en motocicletas son por impactos en la cabeza. El uso del casco reduce casi un 30 % la posibilidad de sufrir lesiones mortales. Además, con el uso del casco la probabilidad de salir ileso del accidente aumenta en un 20 %.
Los cascos integrales son los más seguros del mercado ofreciendo una protección total en la cabeza y en la cara; existen variaciones de la calidad y de sus materiales y de la duración. Son recomendados por las asociaciones de motoristas.

### Casco de moto en América del Sur
Un país de América del sur tiene el estándar NBR 7471 (Norma Brasileira del Associação Brasileira de Normas Técnicas, Brasil).

### Casco de moto en Asia y Oceanía
Estándares de Asia y Oceanía incluyen:
- AS/NZS 1698, (Australia y New Zealand)[3]
- CRASH (Consumer Rating and Assessment of Safety Helmets, Australia)[9]
- GB 811-2010 (China)
- ICC (Import Commodity Clearance, Philippinas)
- IS 4151 (Indian Standard, Bureau of Indian Standards, India)
- JIS T 8133:2000 (Japanese Industrial Standards, Japan)[3]
- MS 1:2011 (anterior MS 1:1996. basado sobre el ECE 22 sin prueba de penetración. Department of Standards Malaysia, Malaysia)
- SNI (Standar Nasional Indonesia)
- TCVN 5756:2001 (test and certify by QUATEST 3) (Vietnam)

### Casco de moto: norma internacional: CEE 22.05

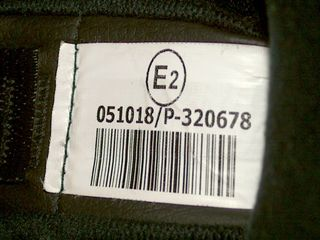
La etiqueta de homologación prescrita por la CEPE 22.05. Indica que el casco ha sido homologado en Francia (E2) según la norma más reciente (05), con el número de homologación 1018; y que el casco tiene una cubierta protectora inferior de la cara (P) y el número de serie de producción 320678.

Las regulaciones CEE no. 22.05 de Naciones Unidas contiene la norma de aprobación de los cascos empleados en los vehículos con motores. Es un anexo del acuerdo de 1958.
El estándar de casco se describe informaciones tales como wear and clean del casco, tamaño y masa, y peligros par cambiar el casco después de un impacto violento. 
- Eaa: el número del país quien aprueba el casco:

- E1: Germany
- E2: France
- E3: Italy
- E4: the Netherlands
- E5: Sweden
- E6: Belgium
- E7: Hungary
- E8: Czech Republic
- E9: Spain
- E10: Yugoslavia
- E11: United Kingdom
- E12: Austria
- E13: Luxembourg
- E14: Switzerland
- E16: Norway
- E17: Finland
- E18: Denmark
- E19: Romania
- E20: Poland
- E21: Portugal
- E22: Russia
- E23: Greece
- E24: Ireland
- E25: Croatia
- E26: Slovenia
- E27: Slovakia
- E28: Belarus
- E29: Estonia
- E31: Bosnia and Herzegovina
- E32: Latvia
- E34: Bulgaria
- E36: Lituania
- E37: Turkey
- E39: Azerbaijan
- E40: Macedonia (hoy Macedonia del Norte)
- E42: European Community
- E43: Japan
- E45: Australia
- E46: Ukraine
- E47: South Africa
- E48: New Zealand

- 05: The series of amendments (effectively, the version number) of the standard tested (at present, normally 05)
- bbbb: The approval number issued by the approving authority
- c: The type of helmet:

- "J" if the helmet does not have a lower face cover ("jet-style helmet")
- "P" if the helmet has a protective lower face cover
- "NP" if the helmet has a non-protective lower face cover

- dddd: The continuous production serial number of the individual helmet

En diciembre de 2017, CEE 22.05 se aplica en Unión Europea, Bielorrusia, Bosnia y Herzegovina, Croacia, Egipto, Malasia, Montenegro, Nueva Zelanda, Moldavia, Rusia, San Marino, Serbia, Suiza, Macedonia del Norte y Turquía.
Pero otros países tienen estándar nacional parecido o similar al ECE 22.05.

## Cascos deportivos
Los cascos se utilizan en competiciones deportivas como ciclismo, automovilismo, motociclismo, trial o en las que se alcanza alta velocidad como el patinaje. También se emplea en modalidades deportivas con riesgo de caídas, golpes o colisiones: fútbol americano, béisbol, hockey, polo, escalada, etc.

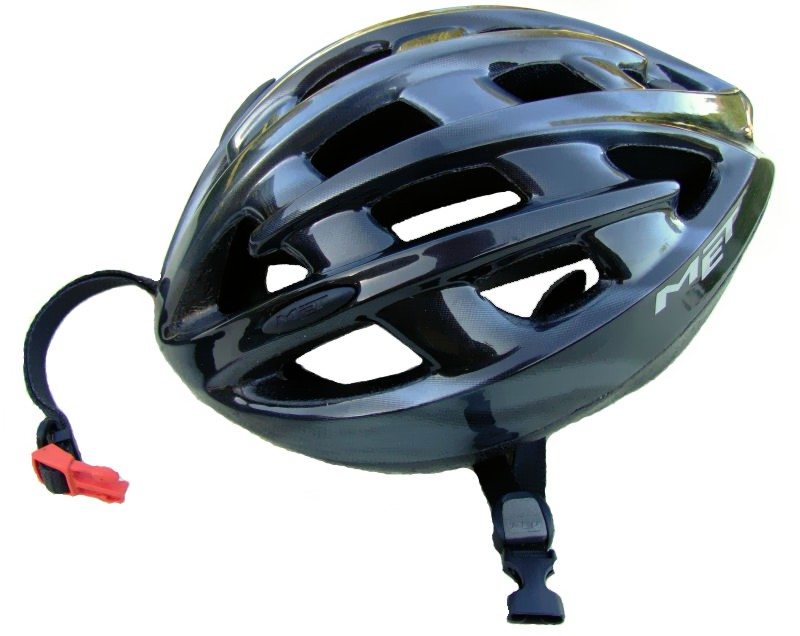
Casco de ciclista.

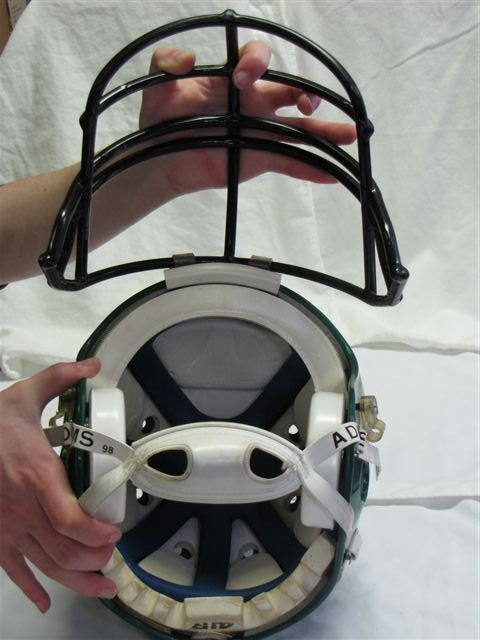
Casco de fútbol americano mostrando parrilla, acolchonamiento y barbiquejo.

Los cascos se diferencian mucho en diseño según los propósitos a que se destinan. Por ejemplo, un casco de ciclista sería requerido principalmente para proteger contra fuerzas de impacto, comúnmente al frente y a los lados de la cabeza. Un casco diseñado para la escalada, sin embargo, debe proteger contra los objetos (p.ej., las rocas pequeñas y equipo que sube) que caigan desde arriba, pero tendría una necesidad reducida de proteger contra impactos a los lados de la cabeza. Por lo tanto, tienen poca semejanza el destinado a los ciclistas y a los que practican motociclismo.
Las preocupaciones prácticas también dictan el diseño del casco. Un casco para el que monta en bicicleta sería preferiblemente aerodinámico en la forma y probablemente bien ventilado, mientras que un casco de escalada sería ligero y con un mínimo de bulto para reducir cualquier efecto perjudicial sobre la técnica del trepador.
Los pilotos de autos y motociclistas usan cascos que cubren toda la cabeza e incluyen estrechas viseras transparentes.
El material de construcción del casco también dependerá de la actividad prevista.
En la historia de los cascos modernos en general, y deportivos en particular, destaca la figura del neurocirujano británico Hugh Cairns quien logró que se generalizara el uso del casco para usos militares y civiles (motociclistas) al quedar muy impactado por la muerte en accidente de motociclismo en 1935 de Thomas Edward Lawrence, más conocido como Lawrence de Arabia; lograría con dicha acción salvar la vida de multitud de motocilistas.
En el béisbol es obligatorio el uso del casco en la posición de receptor y en los bateadores, en estos últimos posee orejera de seguridad según el lado al que batee.

## Cascos militares

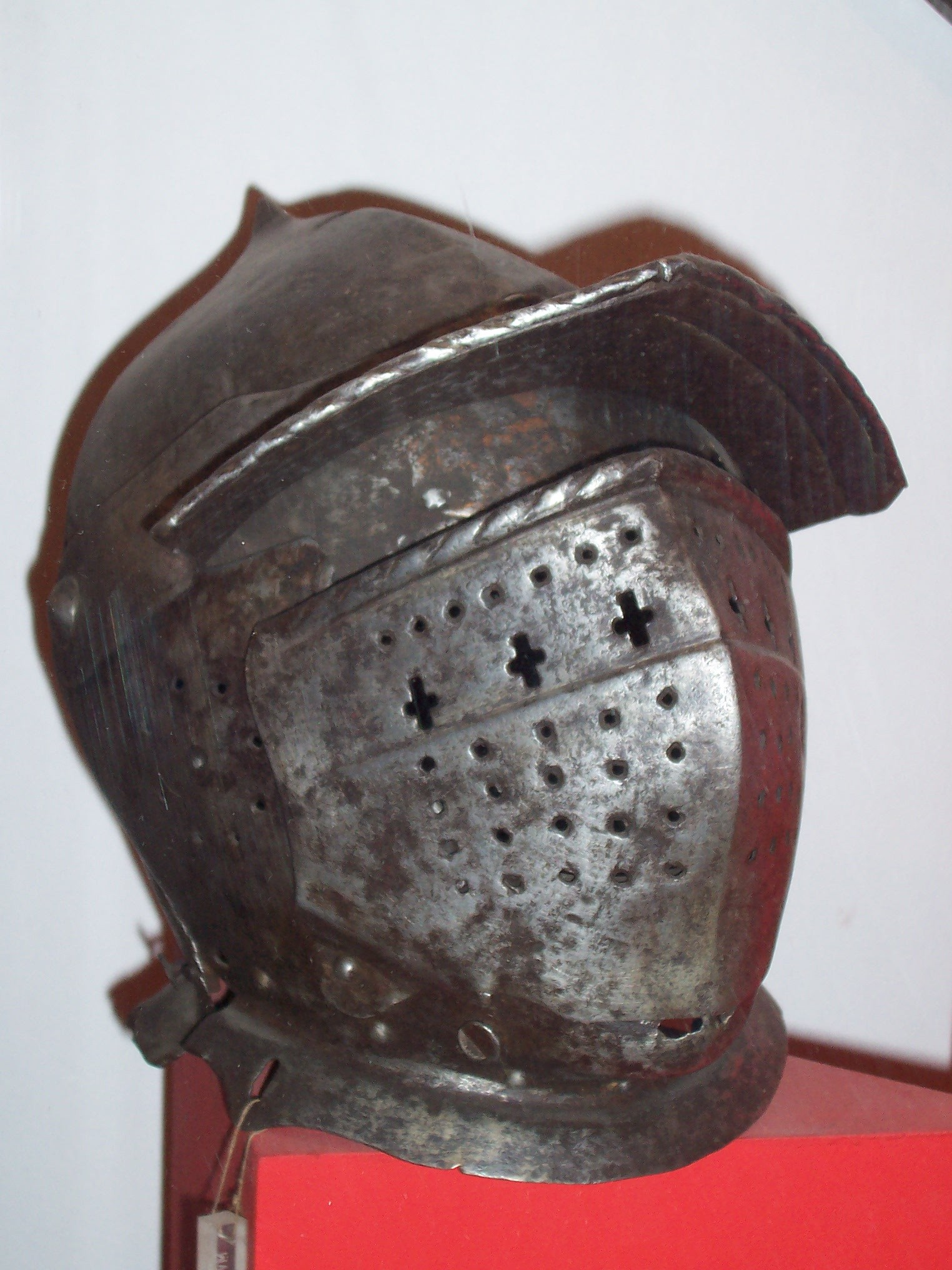
Yelmo.

Los cascos militares no protegen la cara, protegen la cabeza y los cascos antimotines son parecidos a los militares, pero llevan una visera articulada, transparente y amplia para proteger la cara.
Los cascos están entre las formas más antiguas de protección y es conocido su uso por los griegos antiguos y a través de la Edad Media. En este tiempo eran sobre todo parte del equipo militar protegiendo la cabeza contra brechas de corte con las espadas y las heridas por flecha. Fueron construidos inicialmente de cuero pero luego llegaron a ser hechos enteramente de hierro.
El uso militar de cascos declinó a medida que se extendía el uso de armas de fuego, pues en los disparos a distancia, los cascos tradicionales ofrecían poca protección. Sin embargo, al incrementarse el empleo de la artillería pesada, el casco de acero hizo una reaparición en el siglo XX como protección para la cabeza contra la metralla.
En la antigüedad, los guerreros eran los únicos que acostumbraban a usar cascos. Ejemplos de cascos antiguos:
- Yelmo: Gran casco medieval de los caballeros y hombres de armas.
- Almete: Casco de las armaduras que cubría completamente la cabeza y el cuello, incluía visera. Era usado en los siglos XV y XVII.
- Celada: Casco con forma de campana y unas hendiduras para ver. Cubría la cabeza, menos la parte inferior de la cara.
- Bacinete: casco de hierro en un principio hemisférico y más tarde puntiagudo usado en la Edad Media desde el siglo XI hasta el primer tercio del siglo XV
- Barbuta: tipo de casco del siglo XV sin visera y con apertura para la boca y ojos con un perfil clásico en forma de T
- Morrión: Casco de infantería usado en los siglos XVI y XVII, deriva del capacete, con sus bordes arqueados (en barquilla) y una cresta encima.
- Borgoñota: Casco de infantería usado en los siglos XVI y XVII, muy redondo, con carrilleras, cresta, cubrenuca y visera.

## Cascos de bombero
Los cascos de bomberos son parte del equipo de protección individual, más importante del personal de extinción de incendios. Antiguamente, los cascos, en su mayoría se hacían según modelos militares, pero hoy en días se han convertido en un elemento especialmente diseñado que aporta la mayor comodidad y protección posible para el usuario.

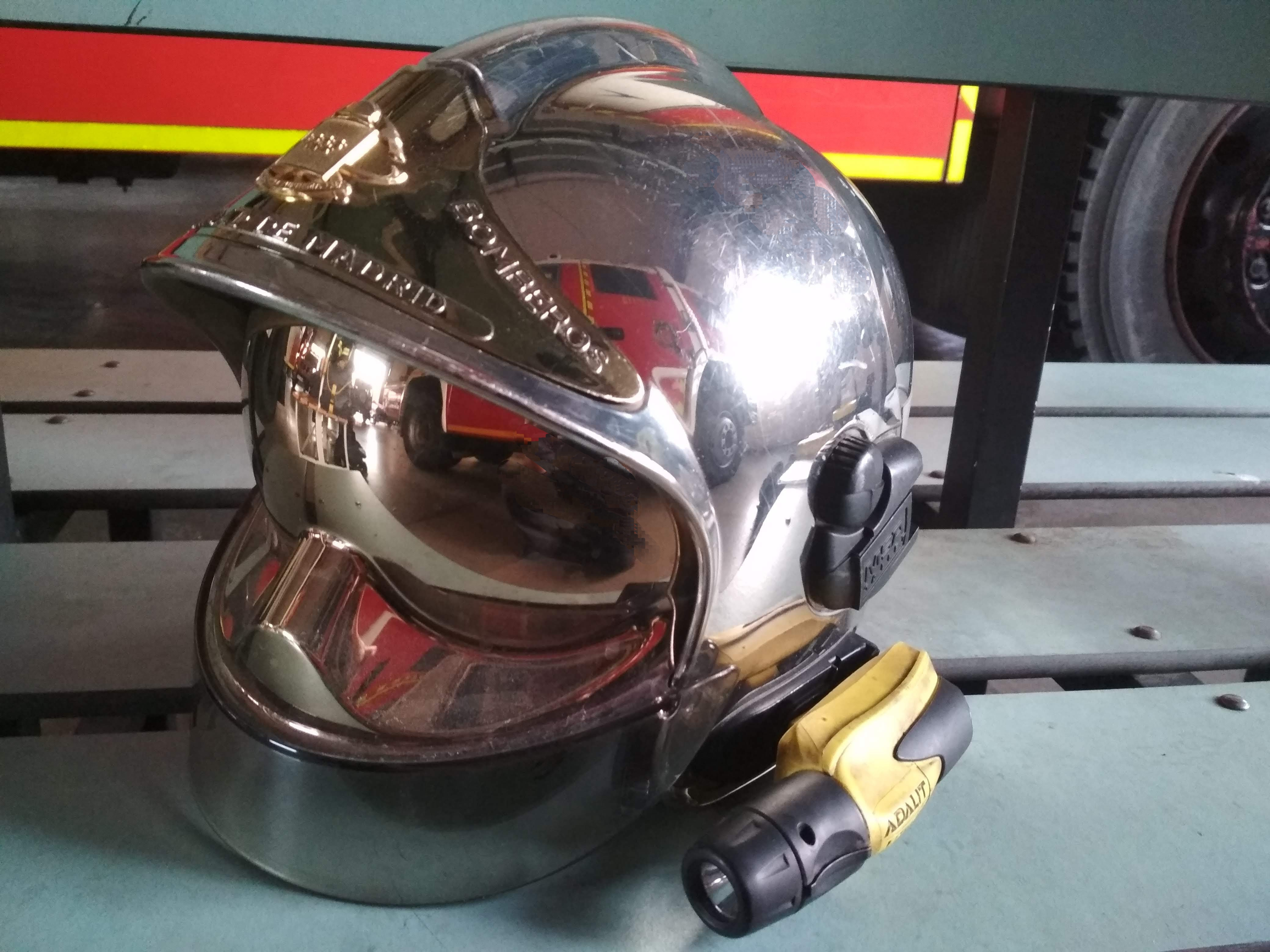
Casco Gallet F1 SF bomberos Comunidad de Madrid (año 2015)

El casco contra incendios está diseñado para proteger la cabeza contra la caída de objetos y piezas volantes y, por lo tanto, debe usarse de acuerdo con las normas de prevención de accidentes relevantes y / o su propio análisis de riesgos. Además sirven de soporte a linternas, máscaras en algunos casos o sistemas de comunicación.
Los materiales han evolucionado desde el fieltro y posteriormente el metal (incluidos latón, acero, níquel y aluminio ) y el cuero, hasta los cascos compuestos construidos con polímeros ligeros y otros plásticos como baquelita, kevlar, poliamida, fibra vulcanizada y fibra de vidrio.
Las gafas suelen fabricarse en plexiglás, policarbonato y metacrilato. Los barbuquejos y sujeciones, antiguamente se realizaban en cuero, y actualmente en aramida y, nailon.
Actualmente existen dos estilos principalmente: el americano, más abiertos (como por ejemplo los Cairns & Brothers Inc.) y los europeos, más cerrados como el casco Gallet F1 y el casco Gallet F2.

## Ejemplos de cascos

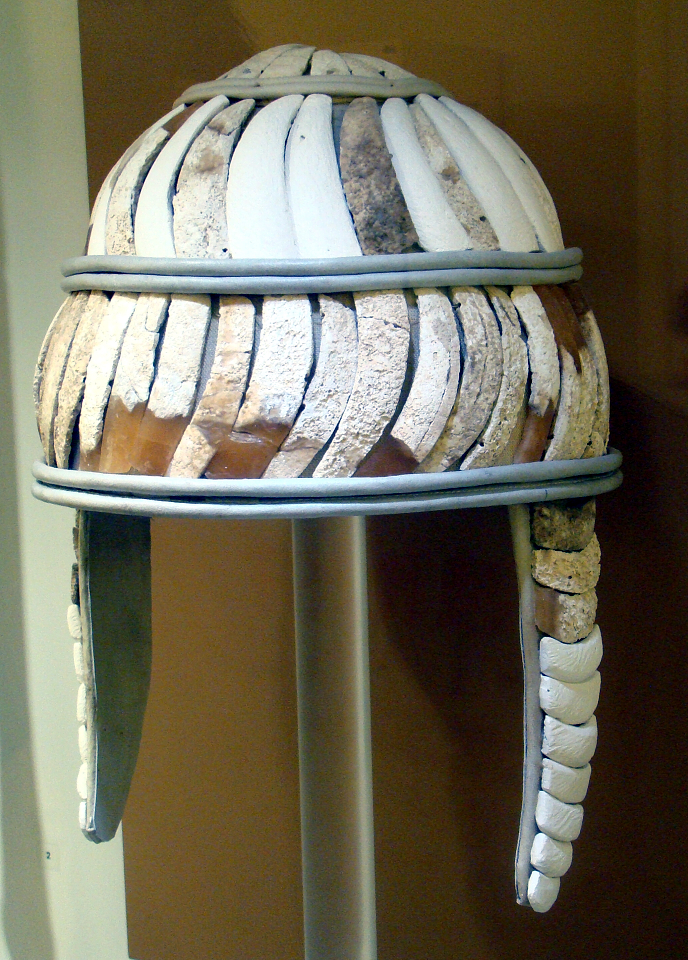
Casco minoico realizado con colmillo de jabalí, 1600-1500 a. C.
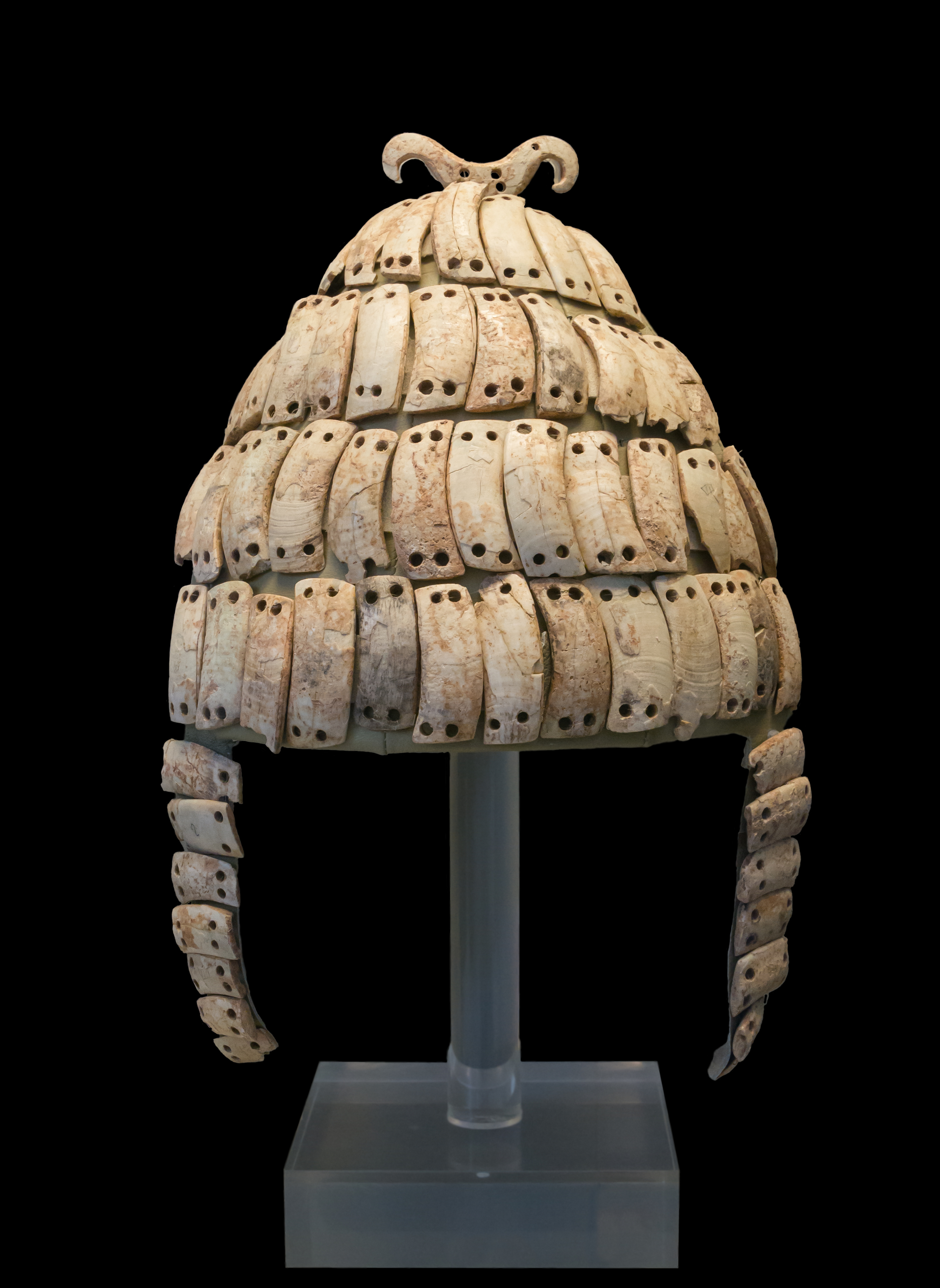
Yelmo minoico de colmillo de jabalí, 1600-1500 a. C.
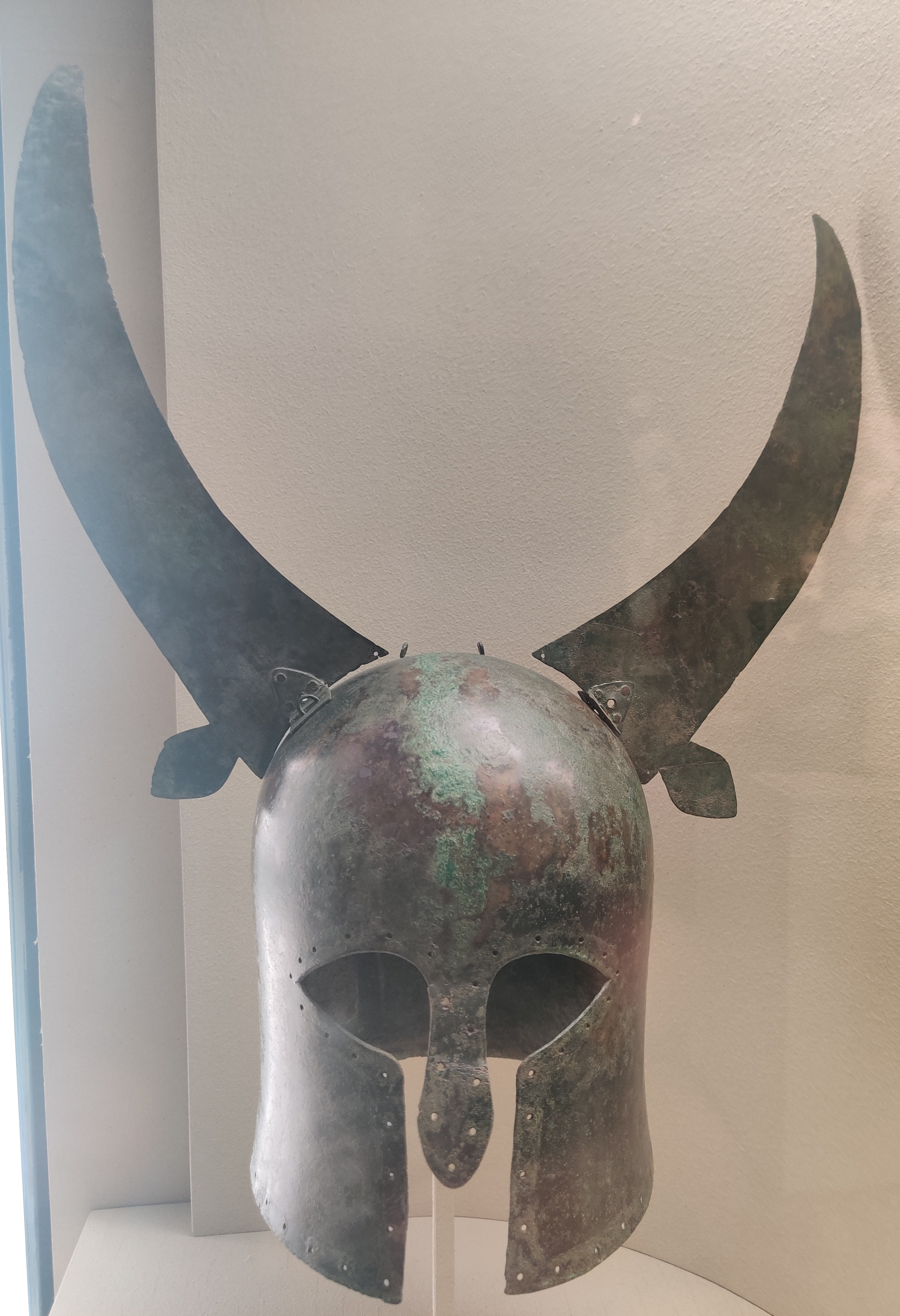
Casco corintio con cuernos desmontables, hacia 650 a. C.
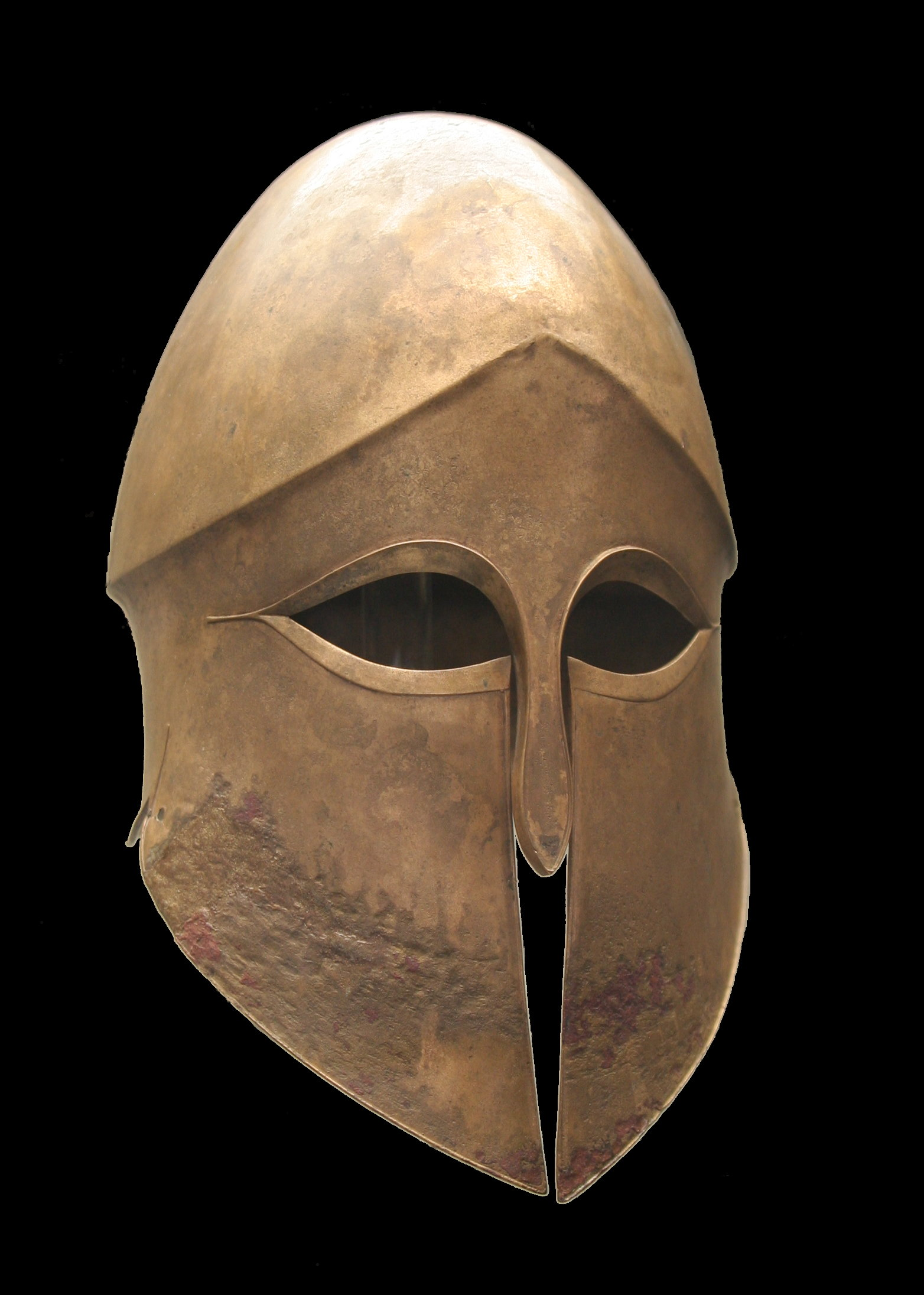
Casco corintio, 500 a. C.
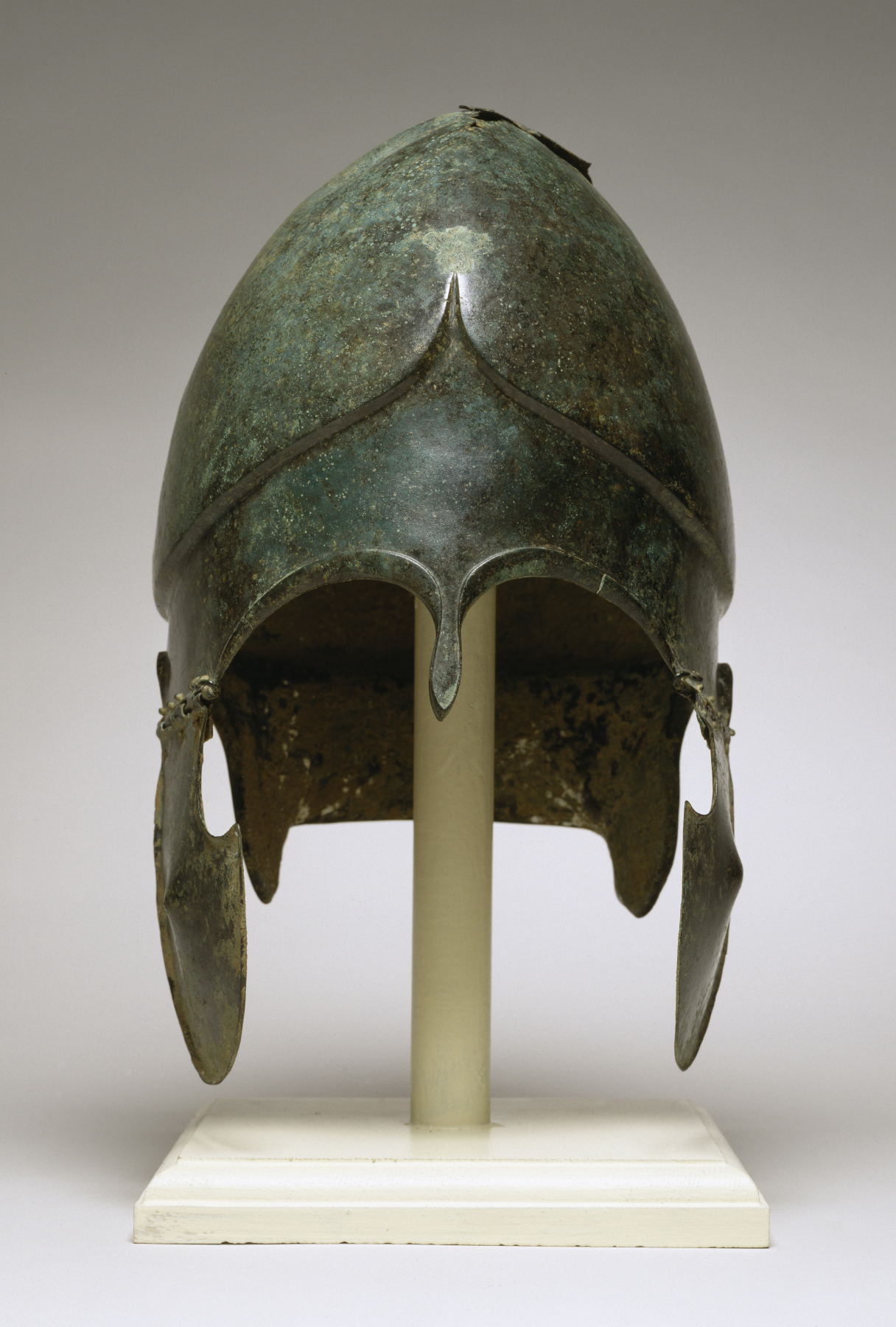
Casco calcídico griego, 500 a. C.
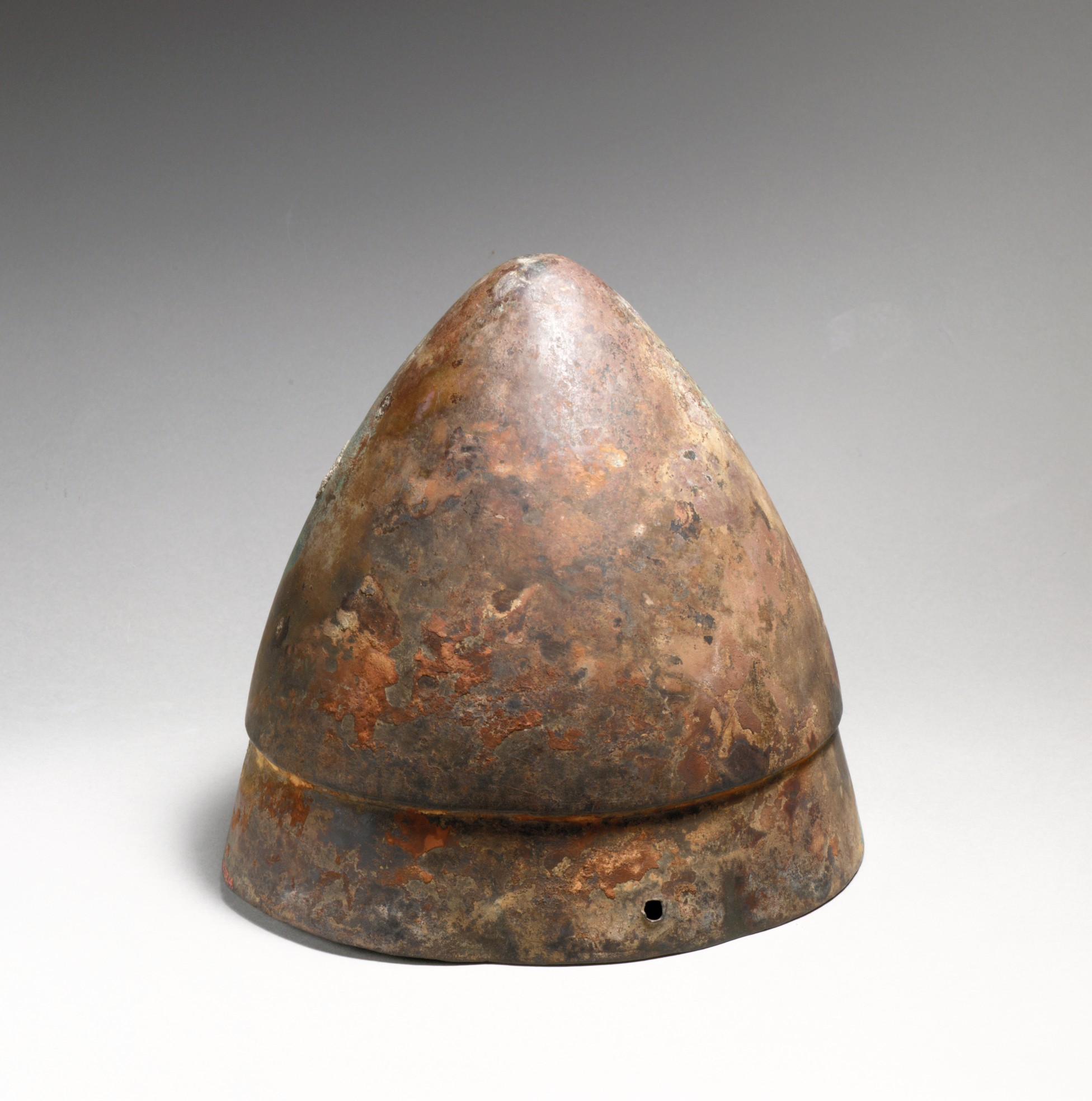
Casco pilós griego, 450-425 a. C.
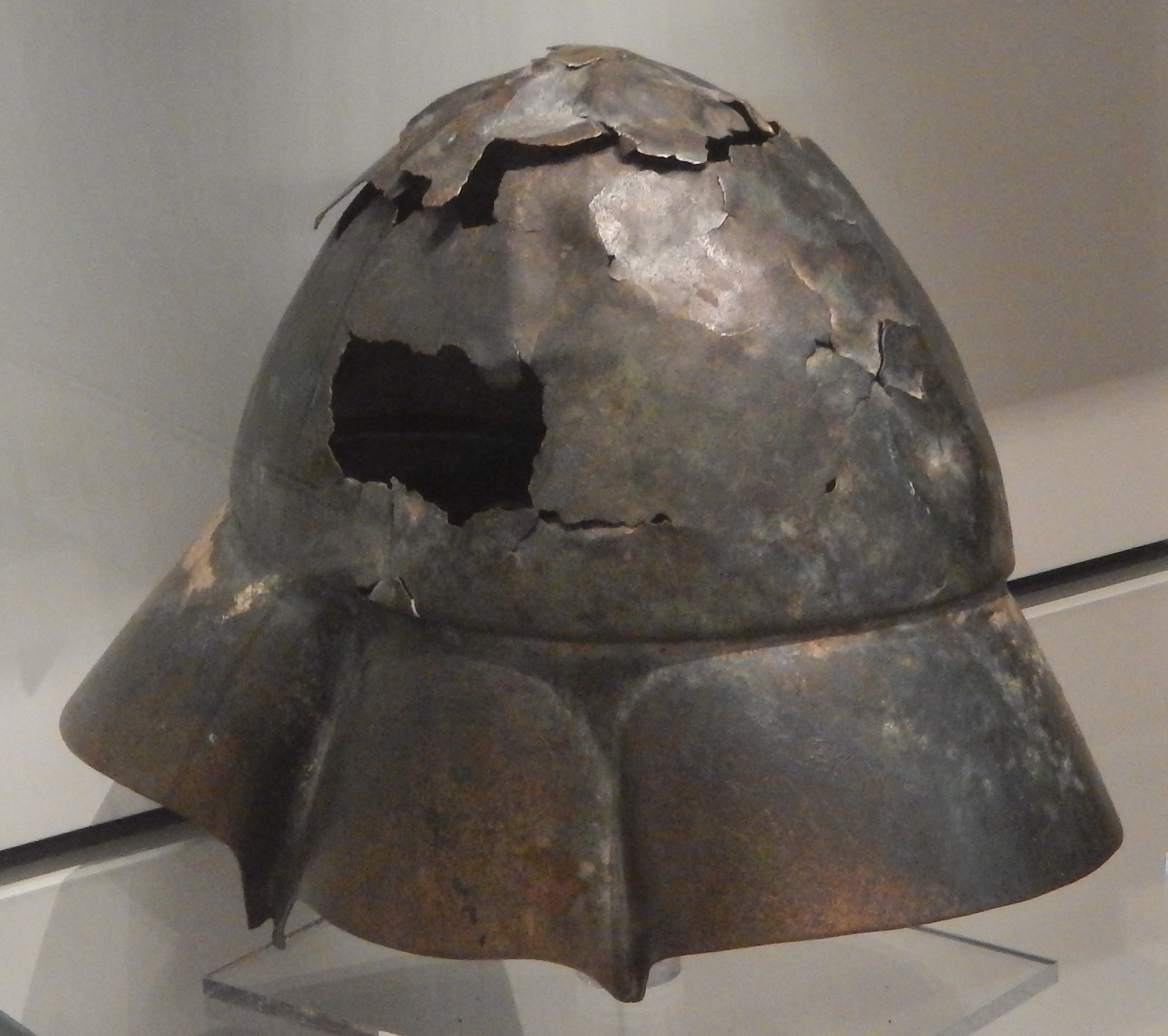
Casco beocio, siglo IV a. C.
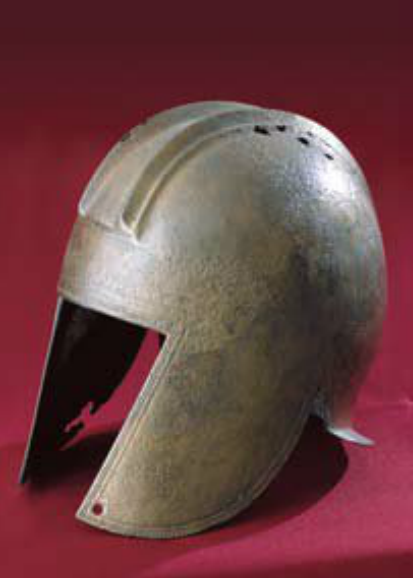
Casco griego de tipo ilirio, siglo IV a. C.
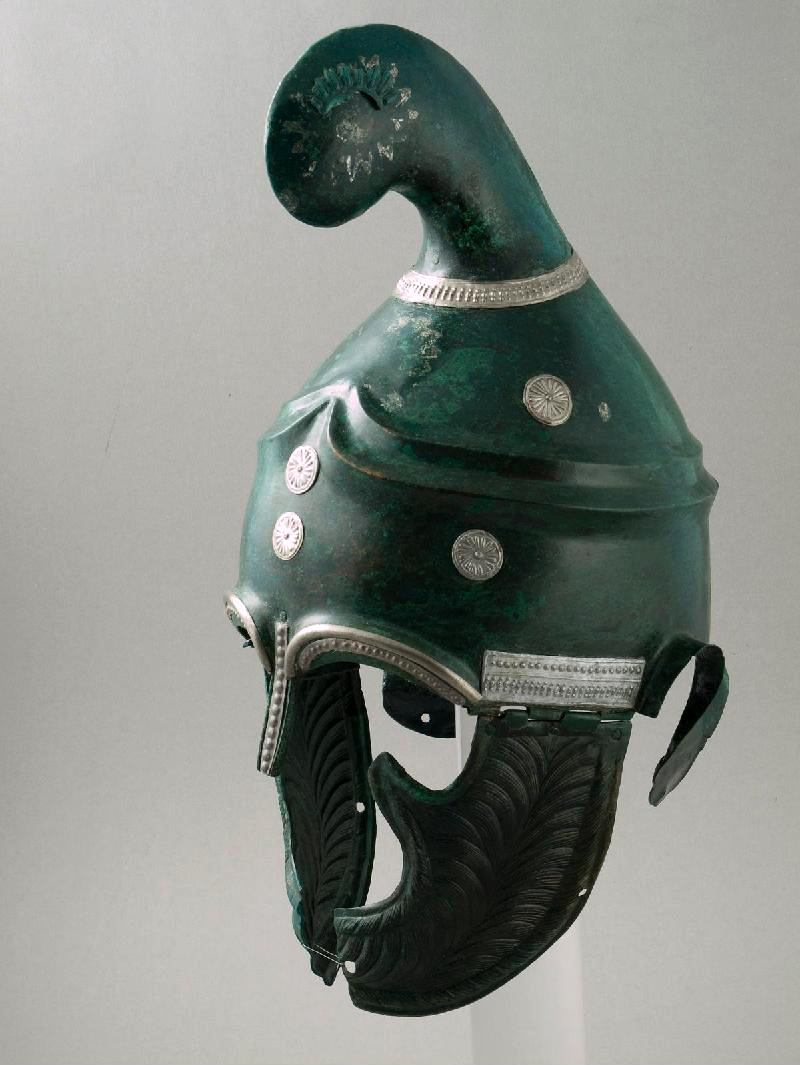
Casco tracio, siglo IV a. C.
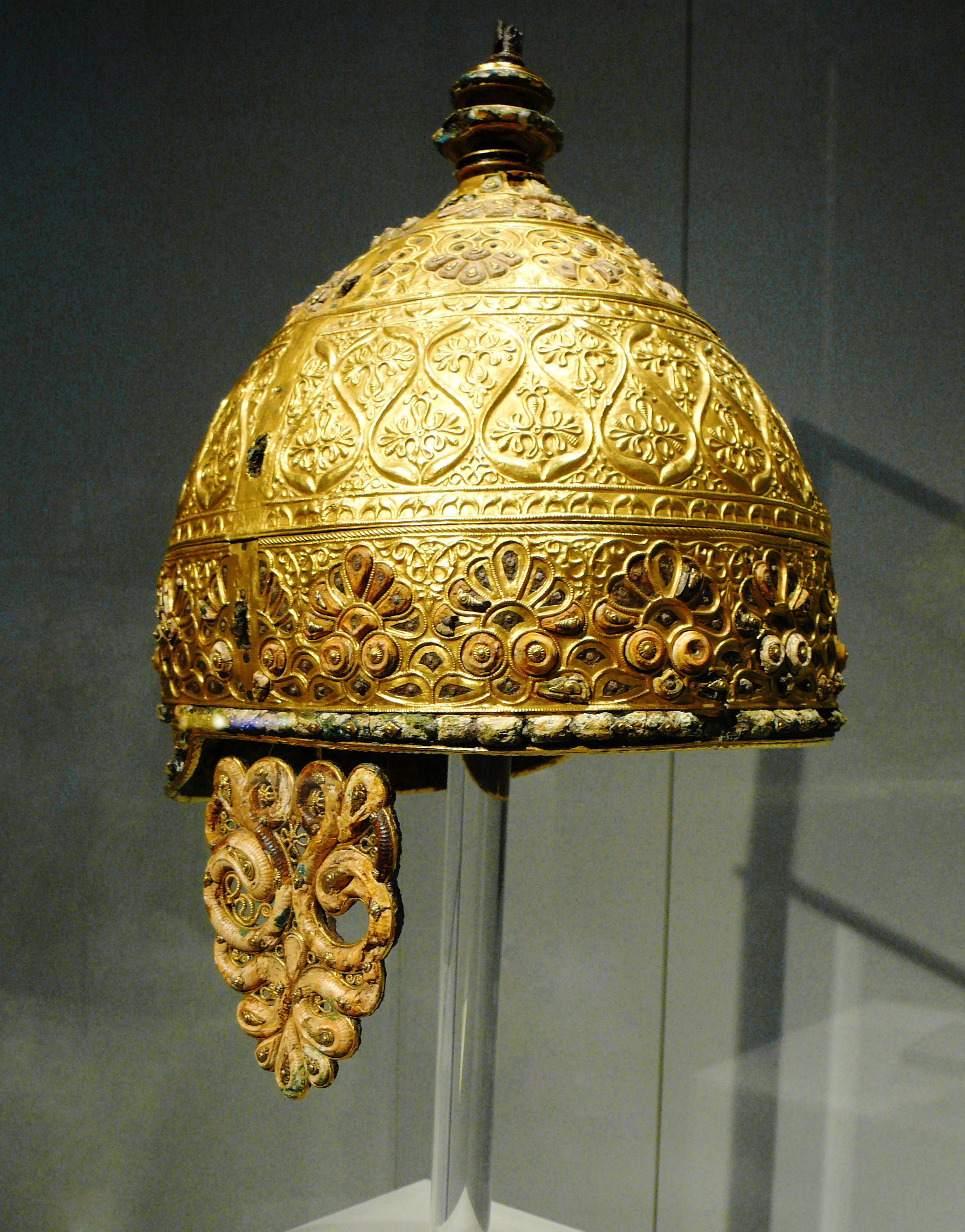
Casco de desfile celta (galo), 350 a. C.
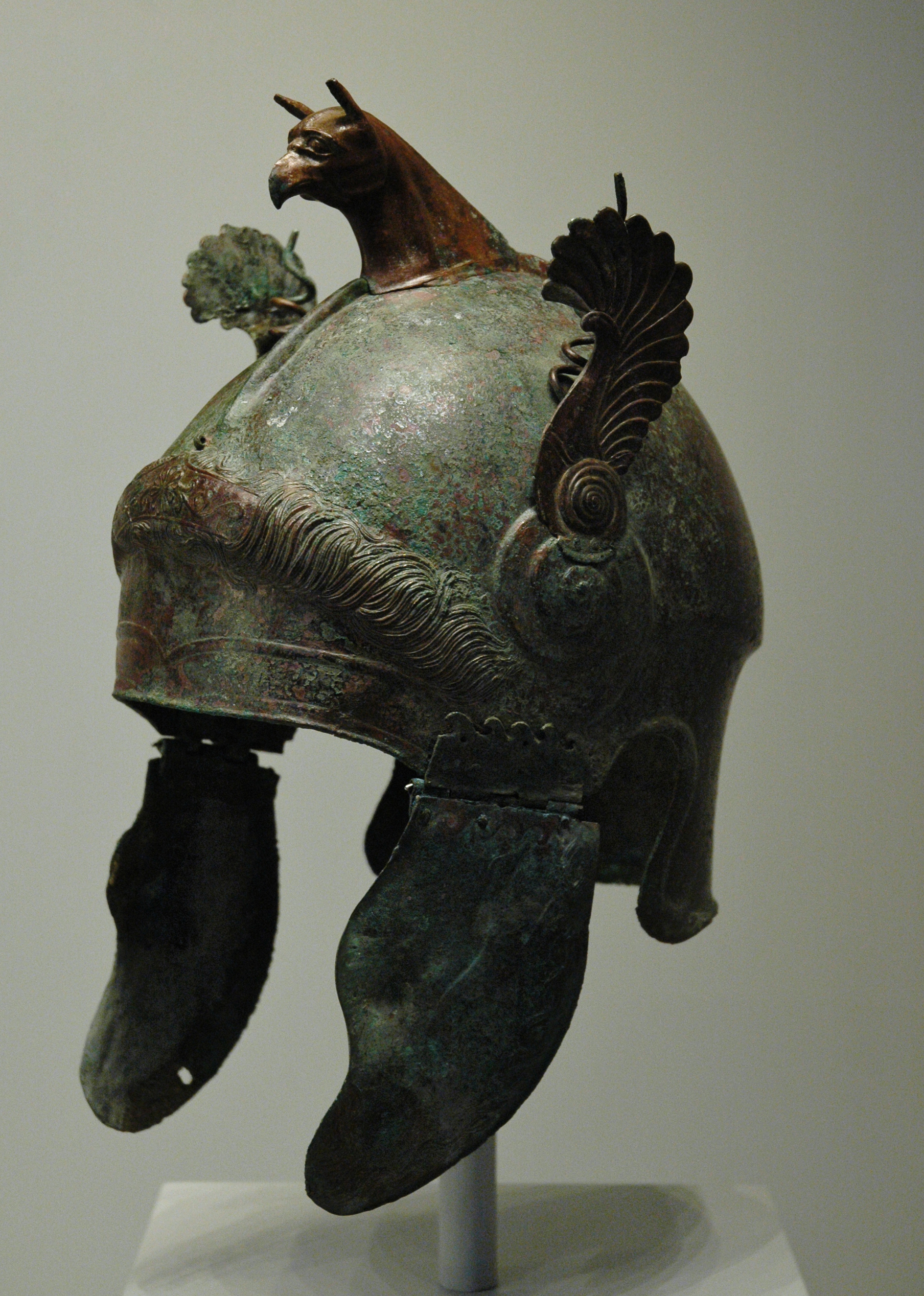
Casco ático, 350 a. C.-300 a. C.
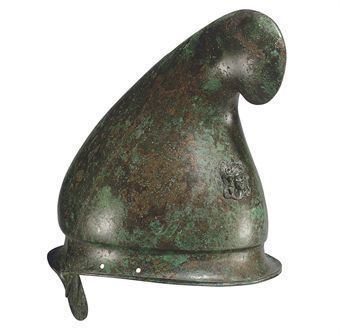
Casco frigio griego de bronce, 350 a. C.-300 a. C.
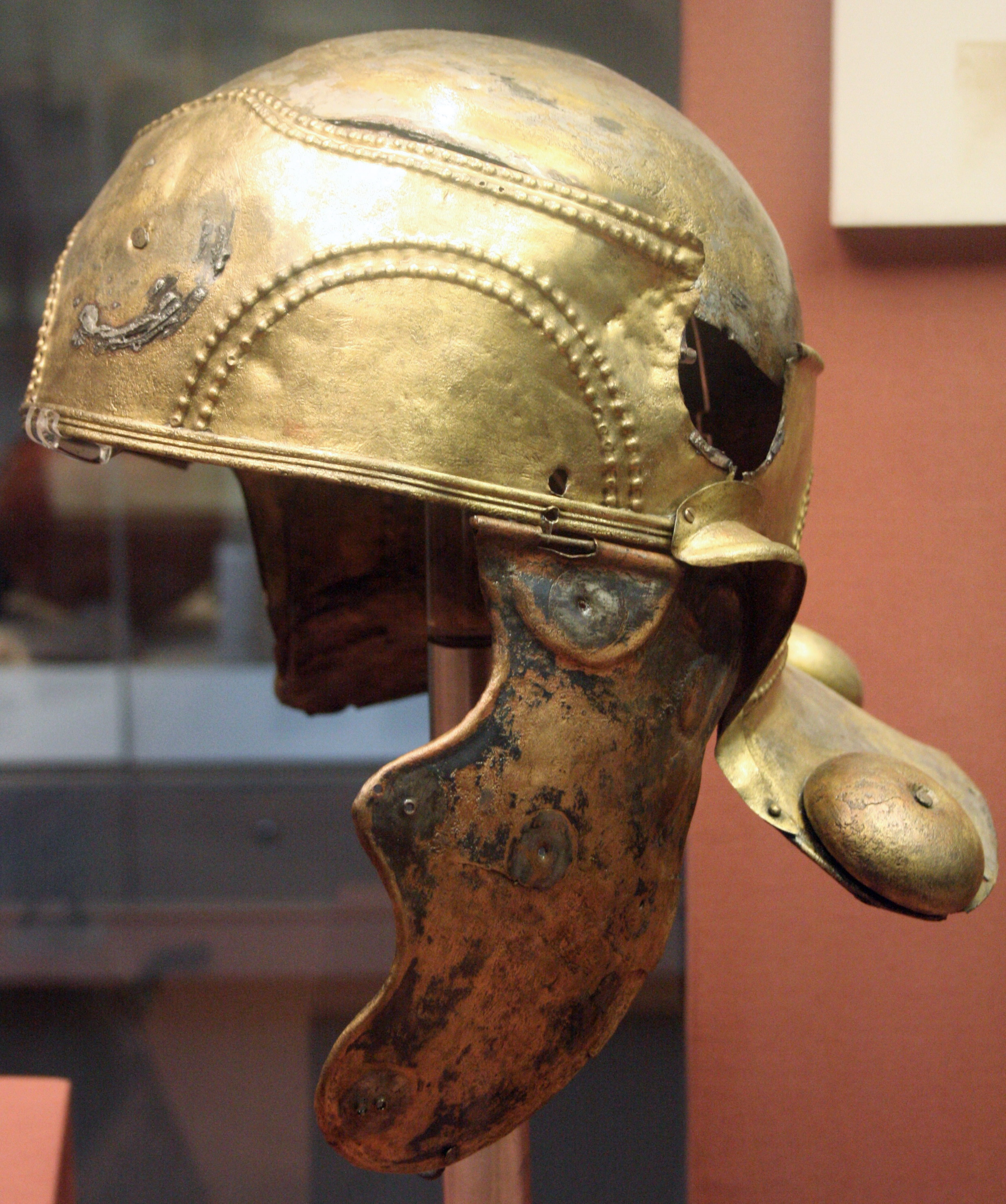
Casco de caballería romano, siglo I d. C.
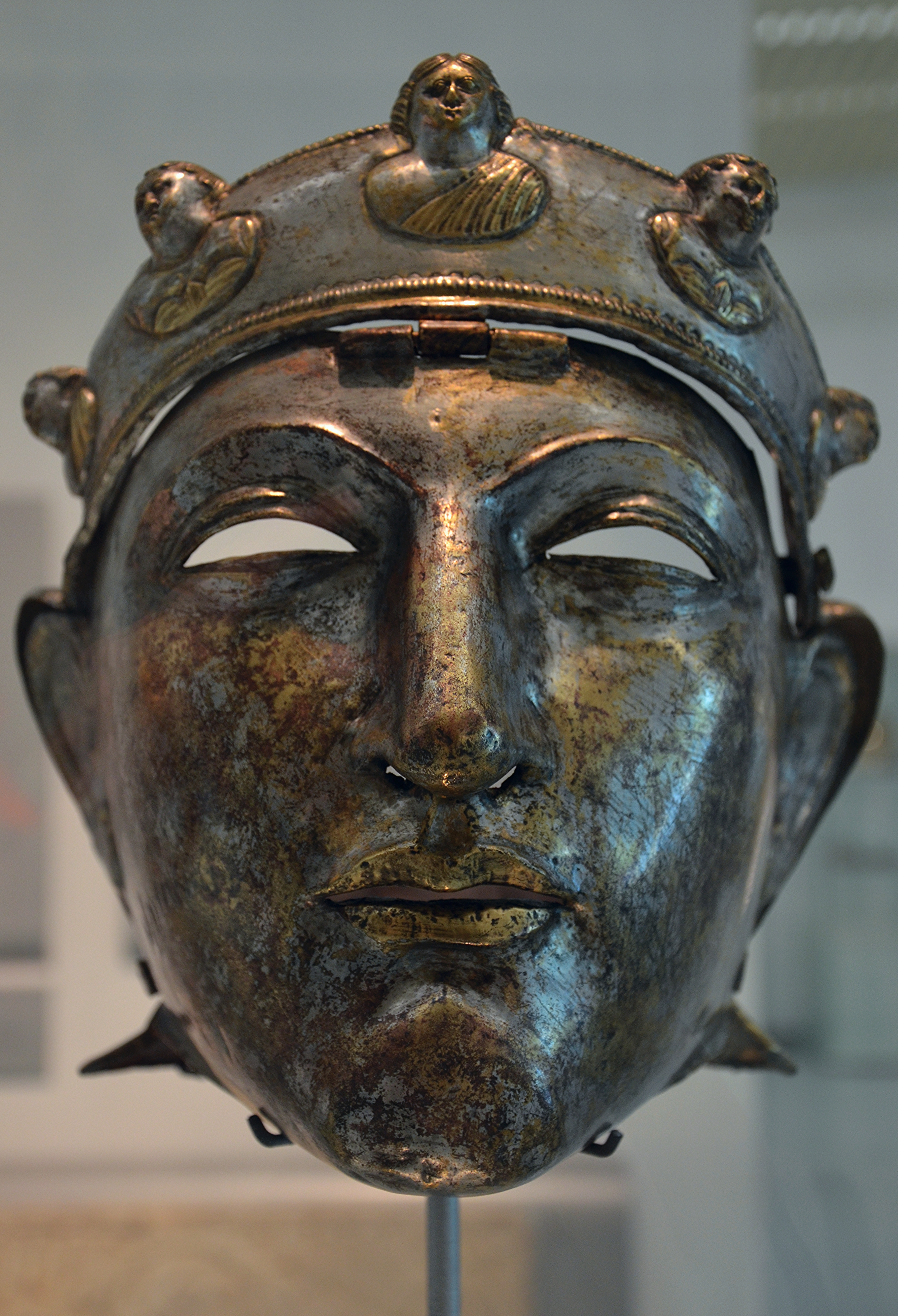
Casco de caballería romana
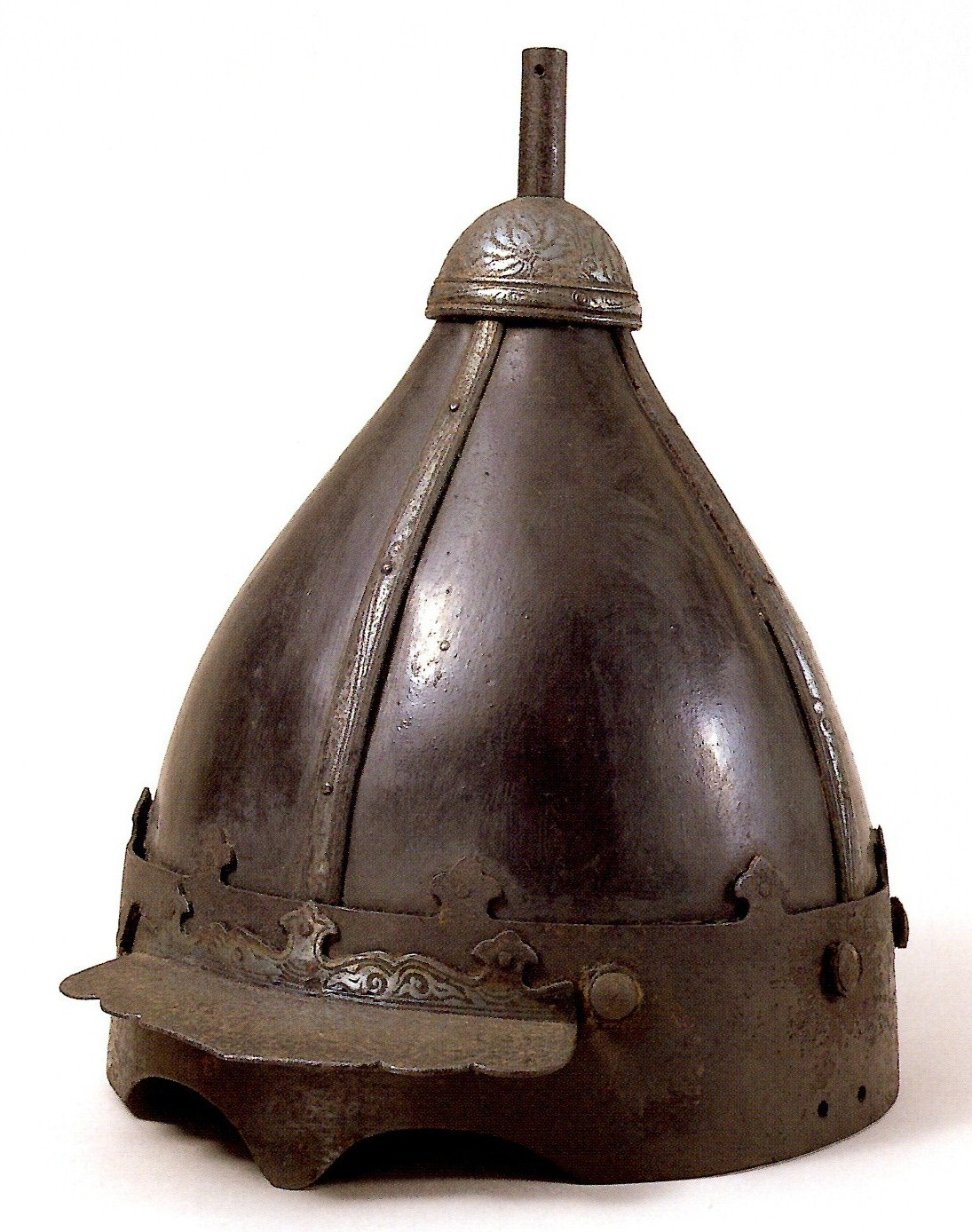
Casco mongol negro
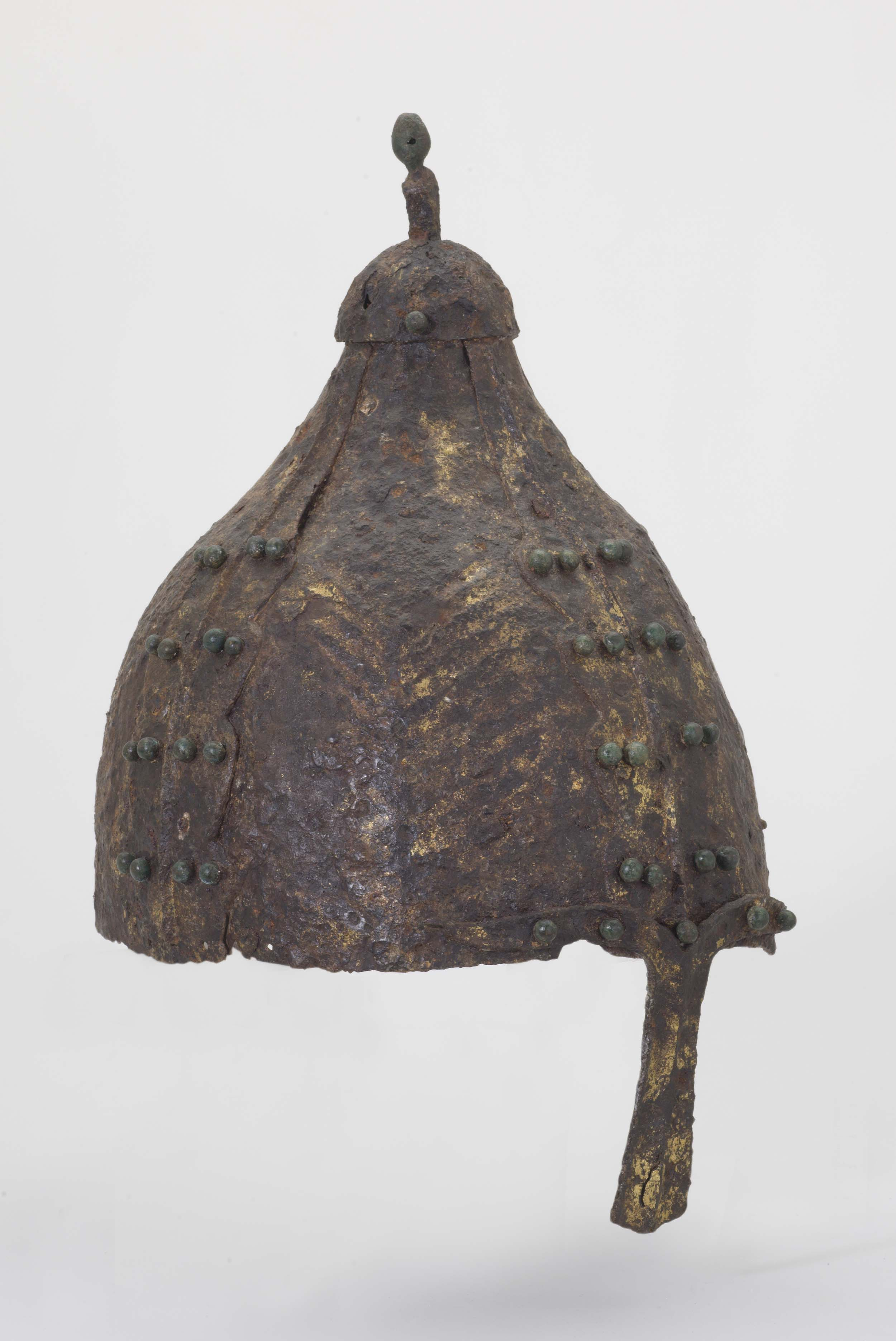
casco iraní, siglo VII u VIII d. C.
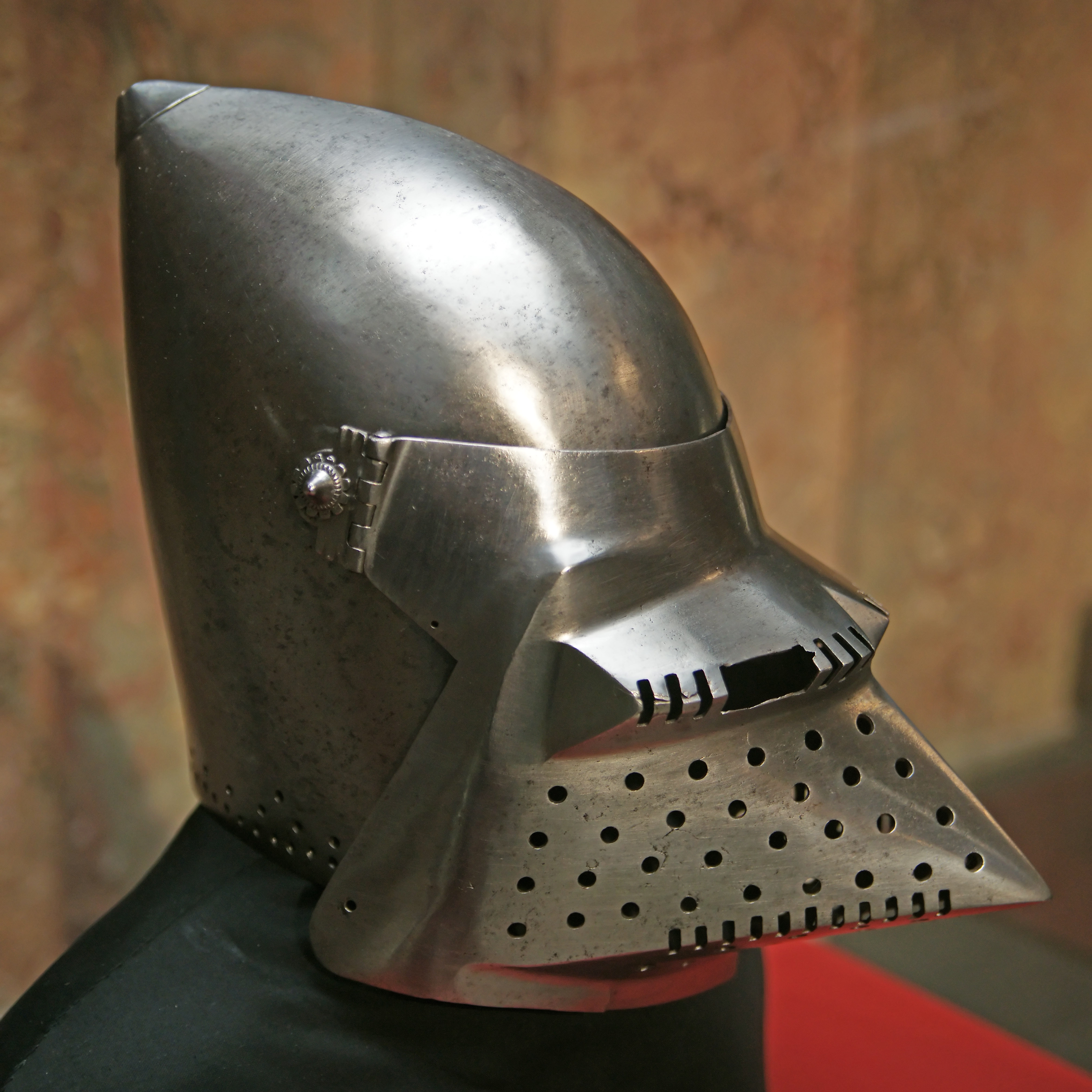
Casco de principios del siglo XV con visera
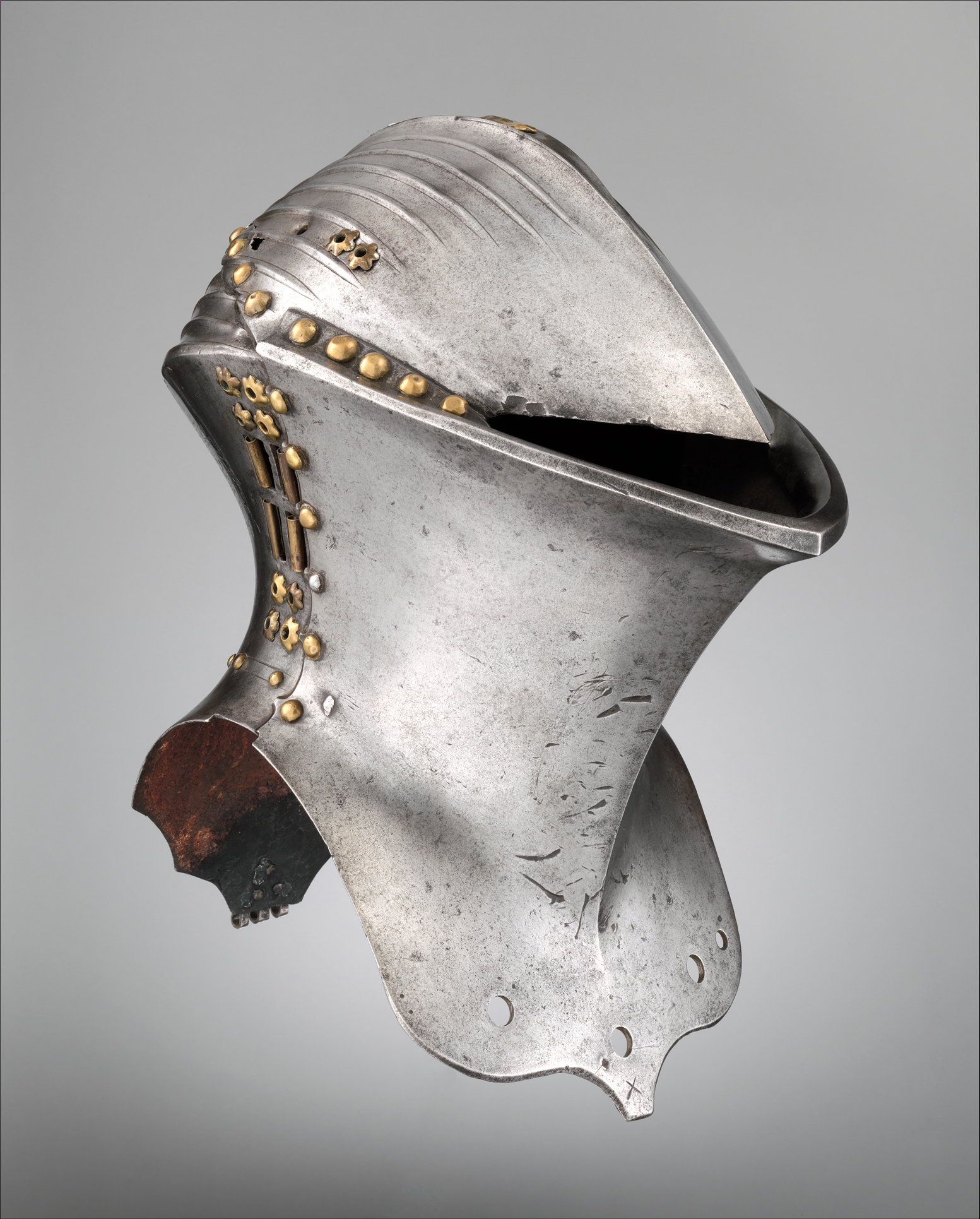
Casco alemán del siglo XV con boca de rana utilizado en justas
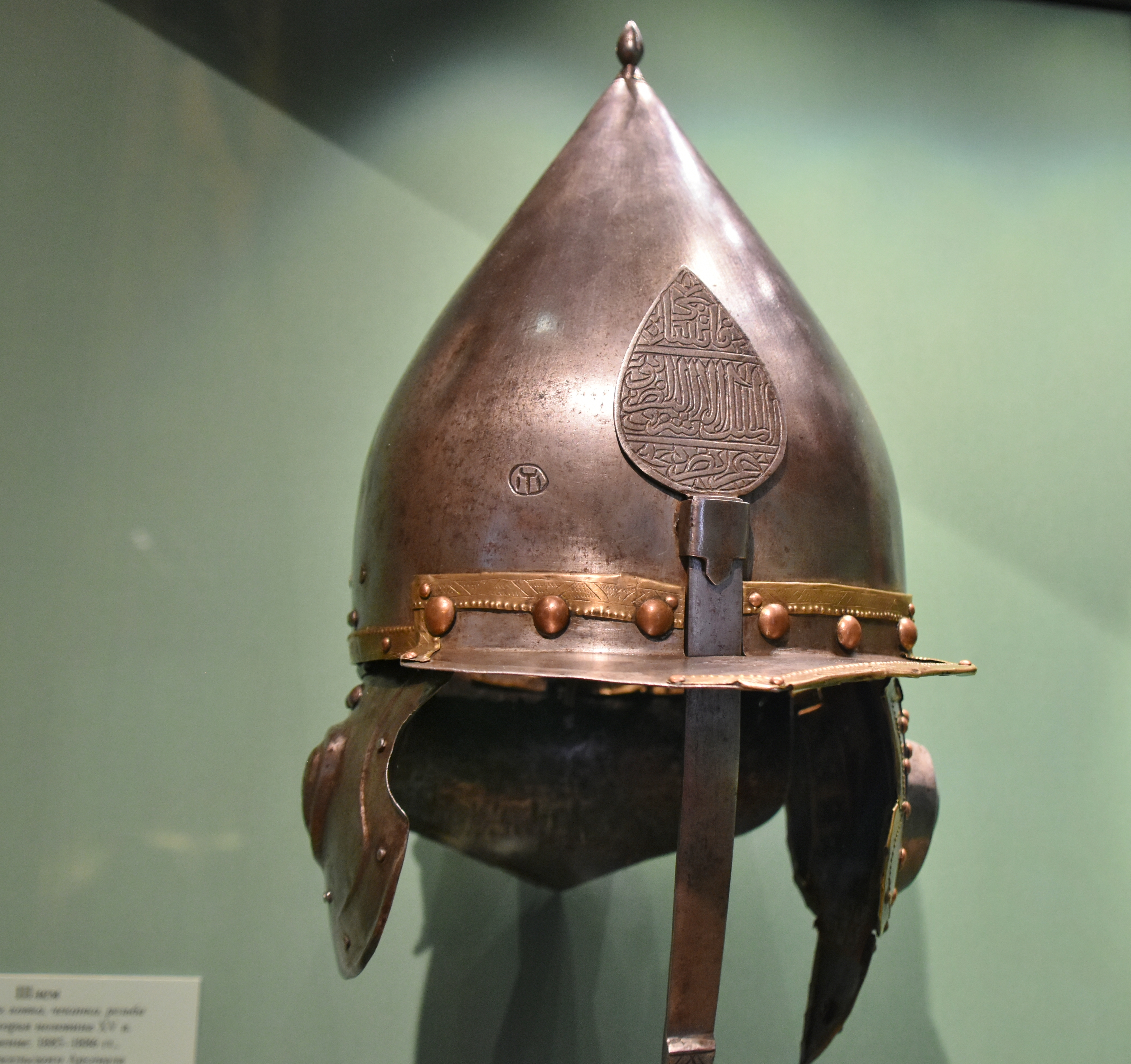
Casco otomano, mediados del siglo XVI
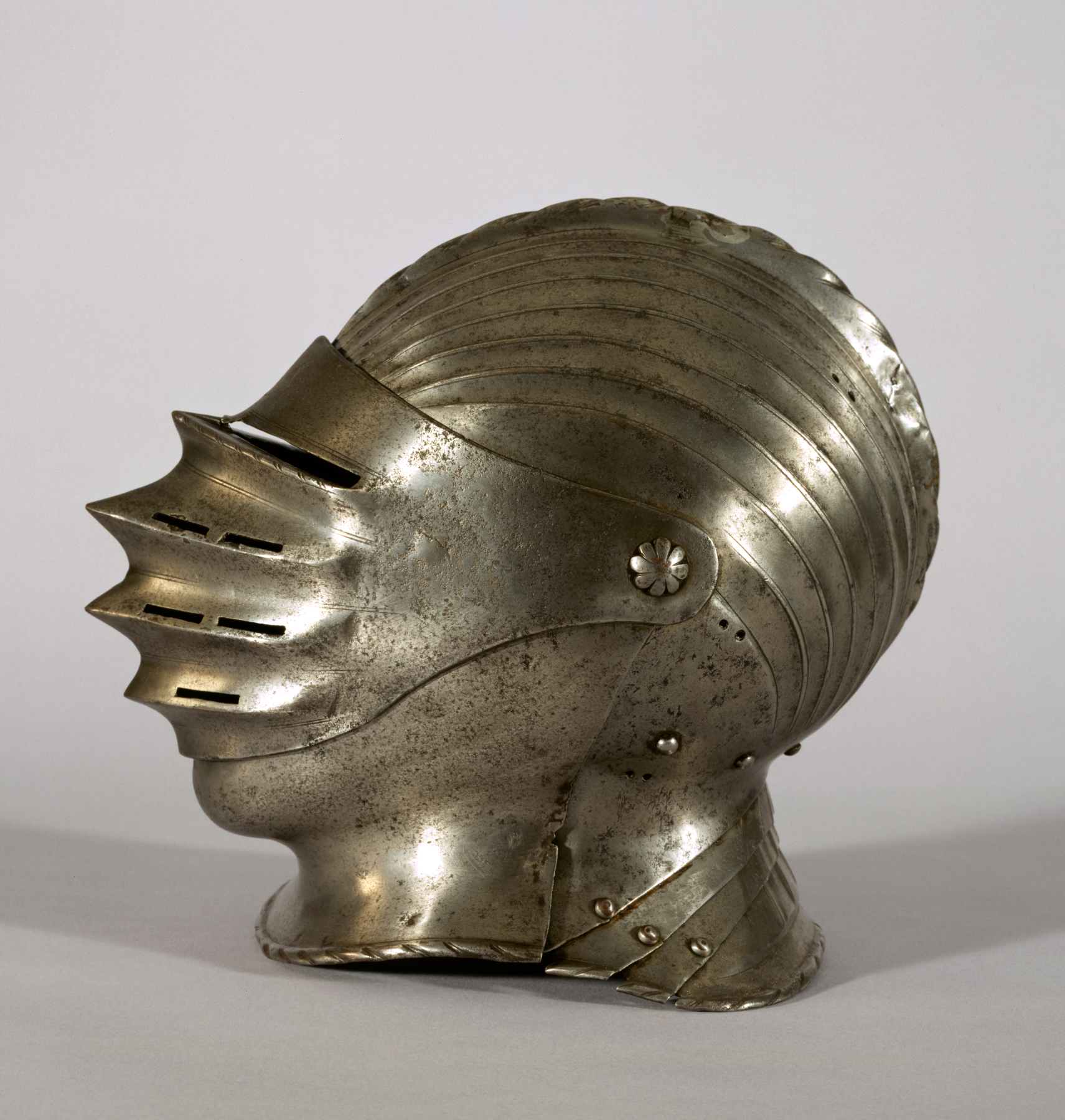
Casco cerrado de estilo Maximiliano del siglo XVI
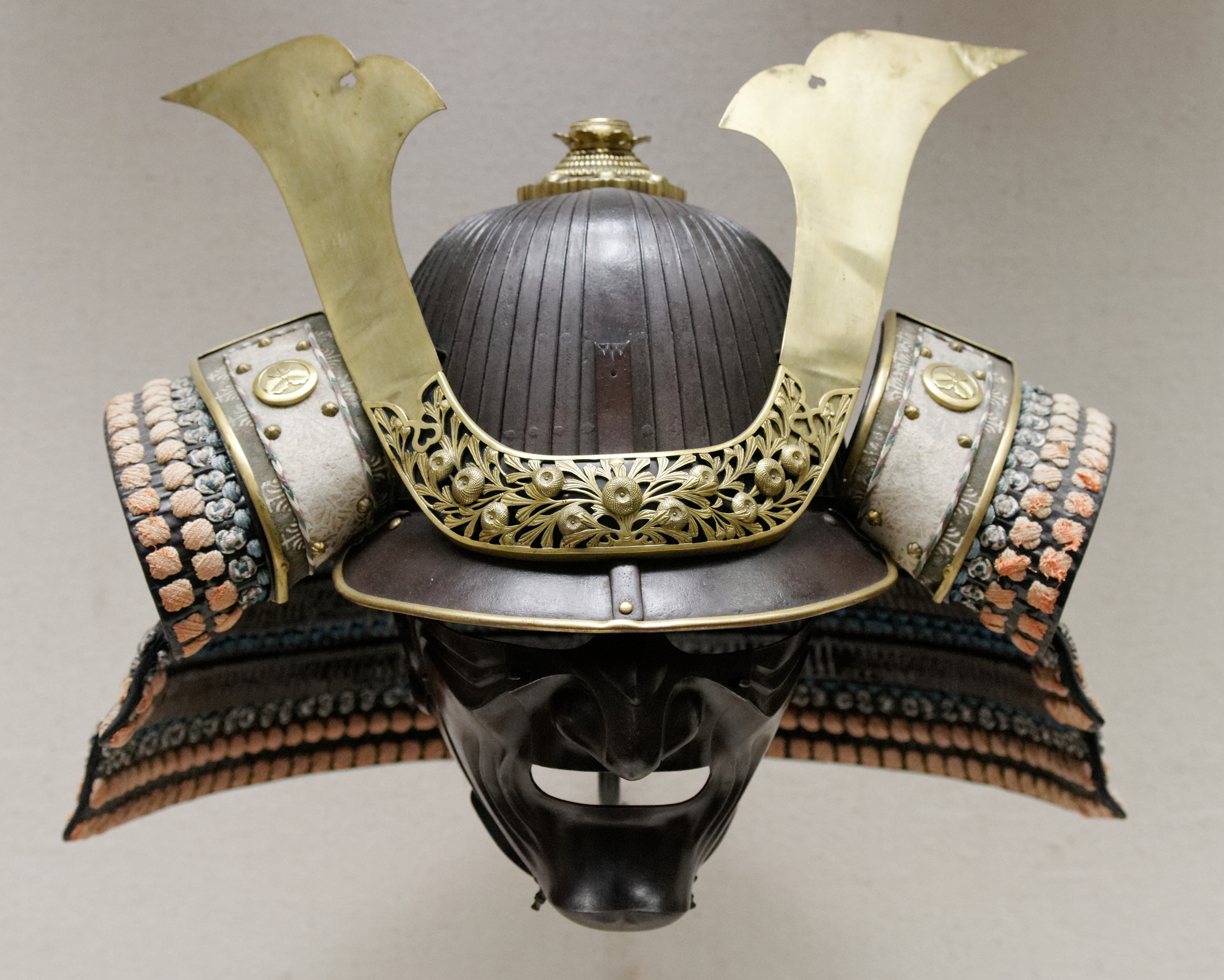
Kabuto japonés del siglo XIX
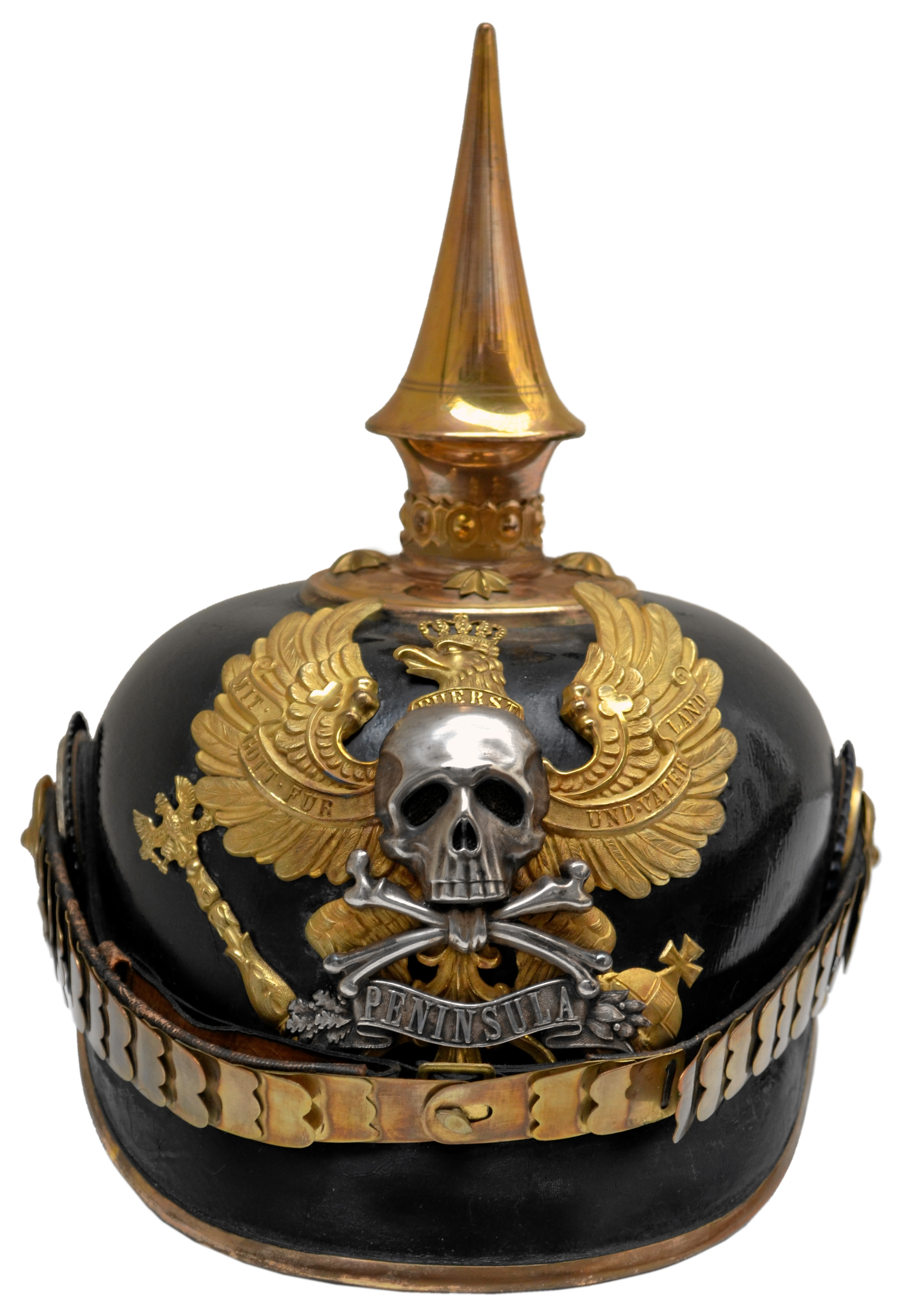
Pickelhaube alemán
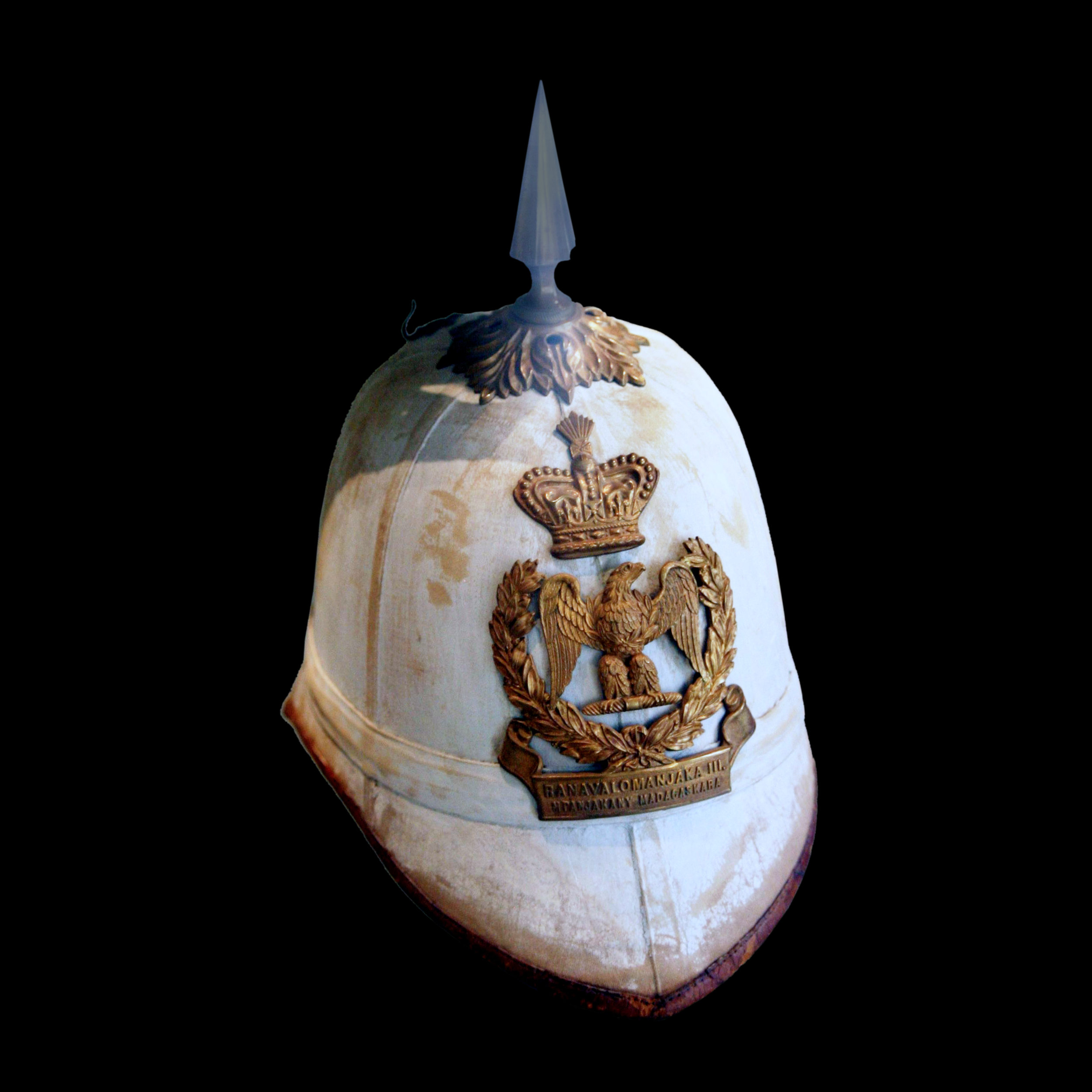
Casco de finales del siglo XIX
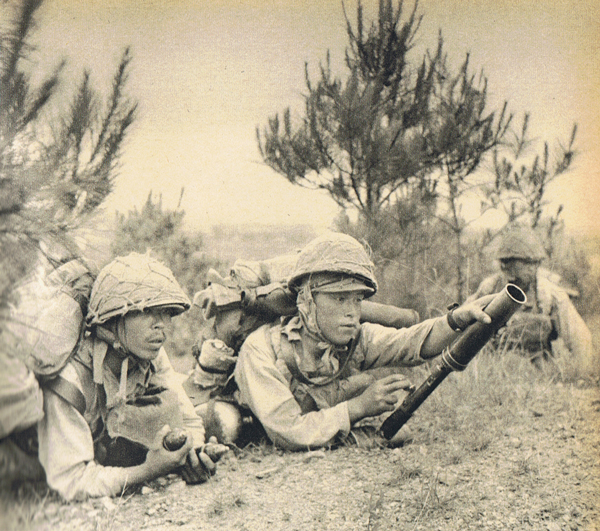
Cascos tipo 90 usados por los japoneses durante la Segunda Guerra Mundial
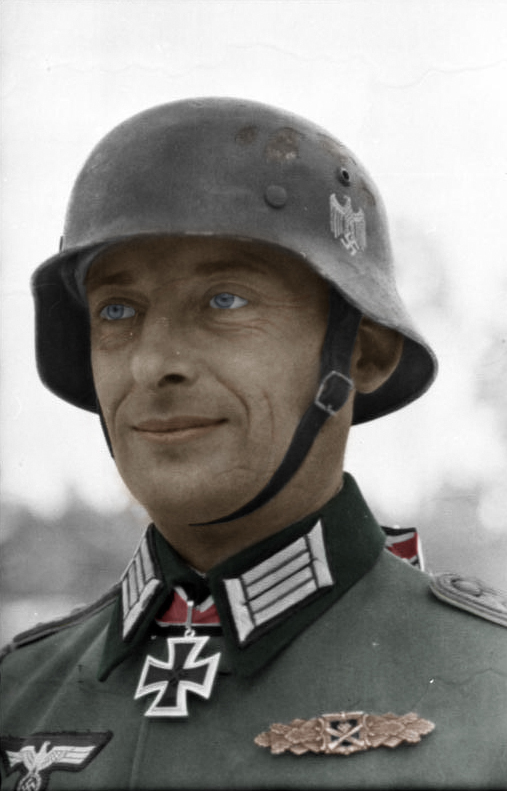
Casco alemán durante la Segunda Guerra Mundial
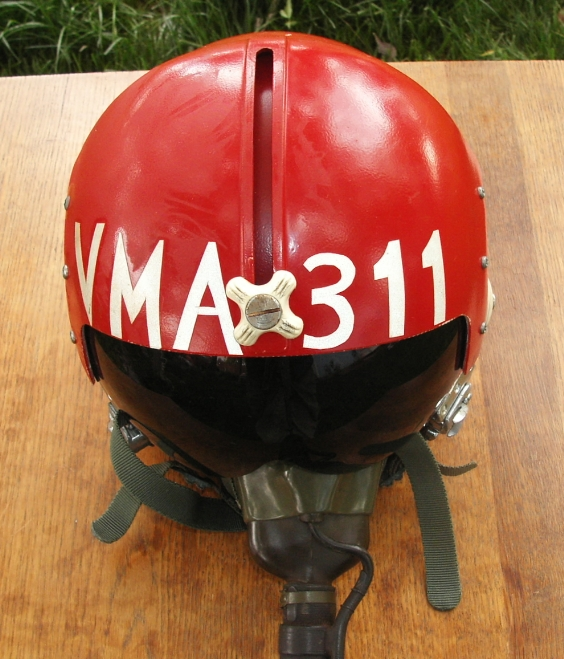
Casco de vuelo VMA-311 del escuadrón de Marines de los Estados Unidos de América de la época de la Guerra de Vietnam
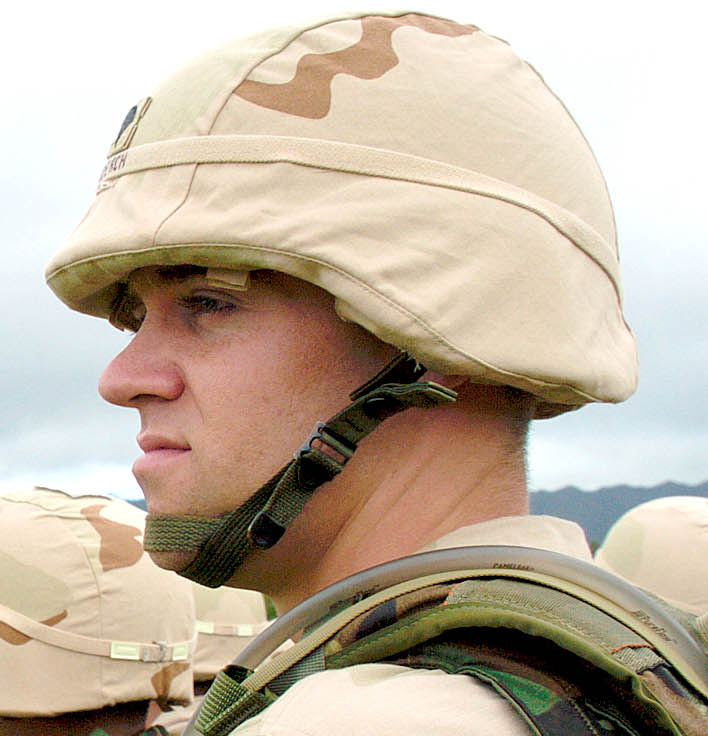
Casco PASGT
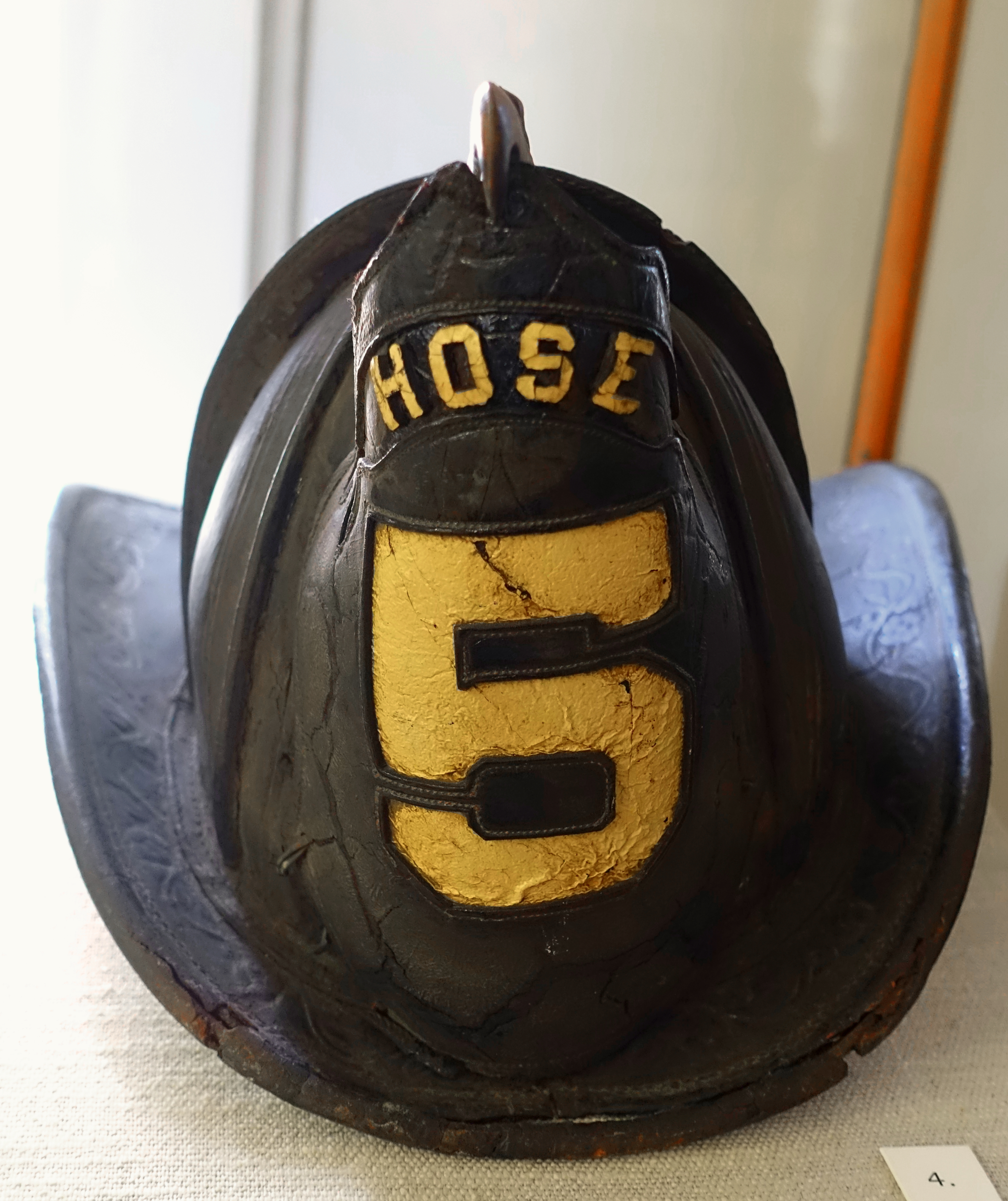
Casco de bomberos de cuero y acero
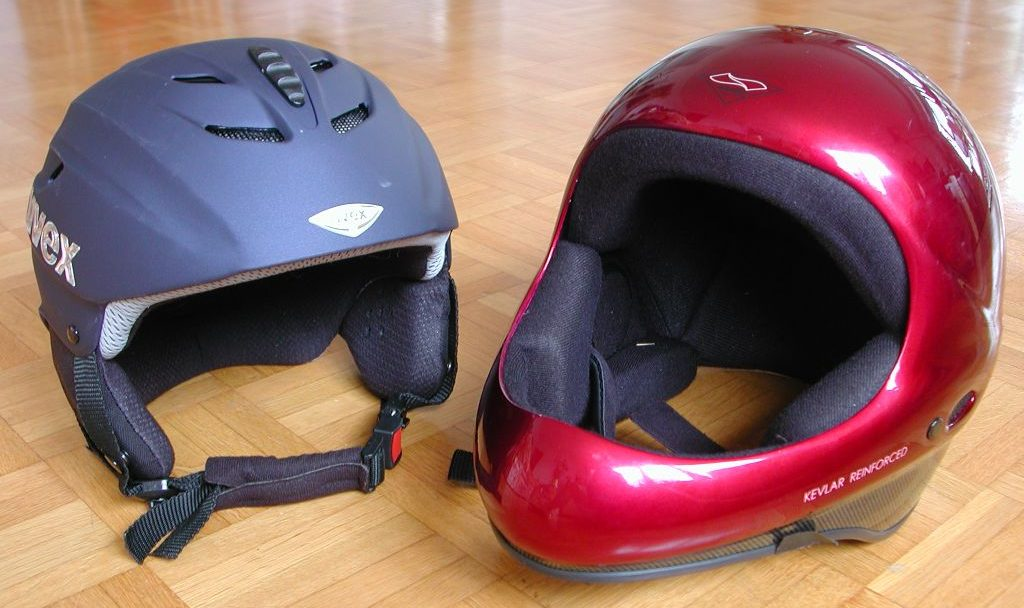
Casco de esquí (izquierda), casco de parapente (derecha)
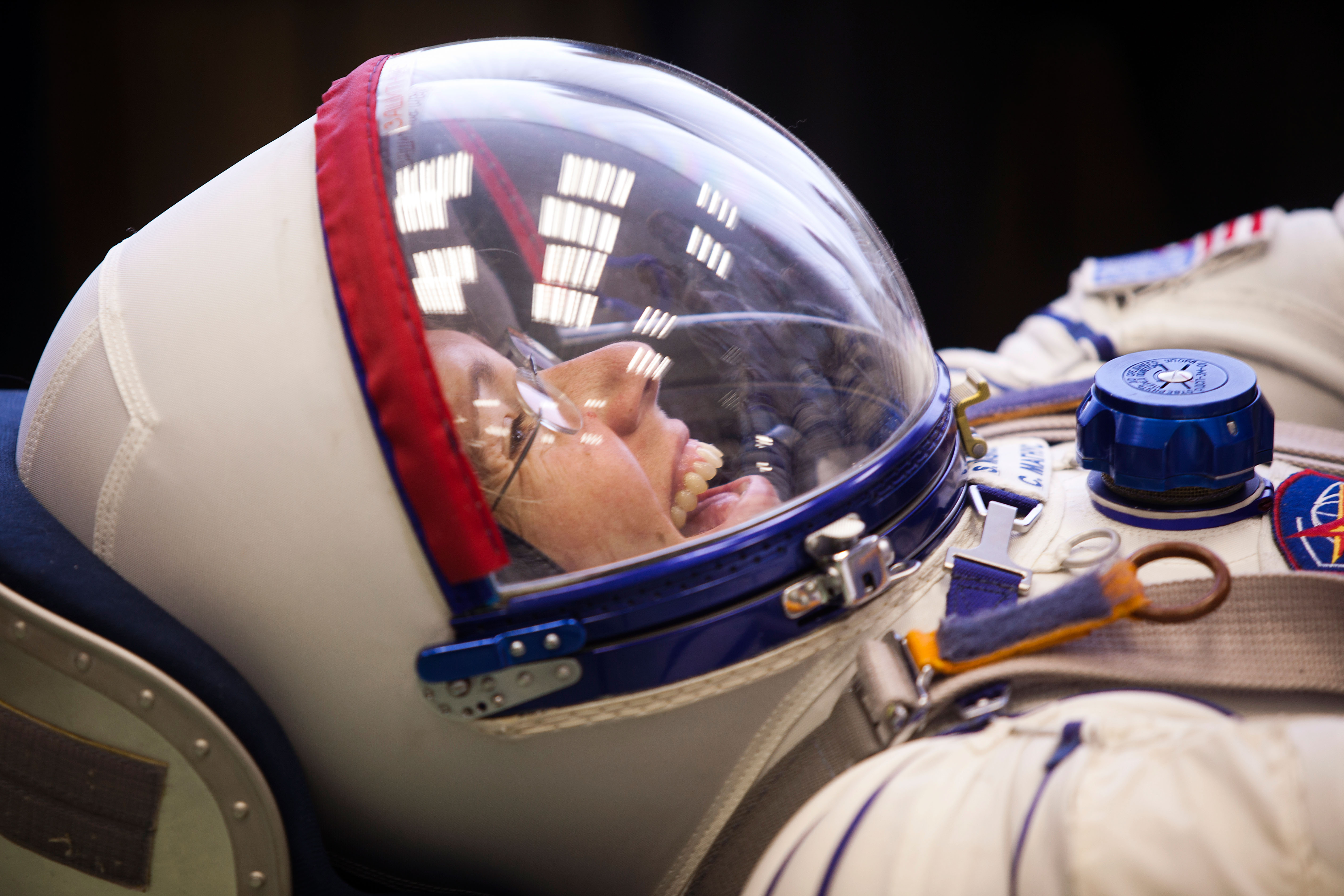
Casco de astronauta
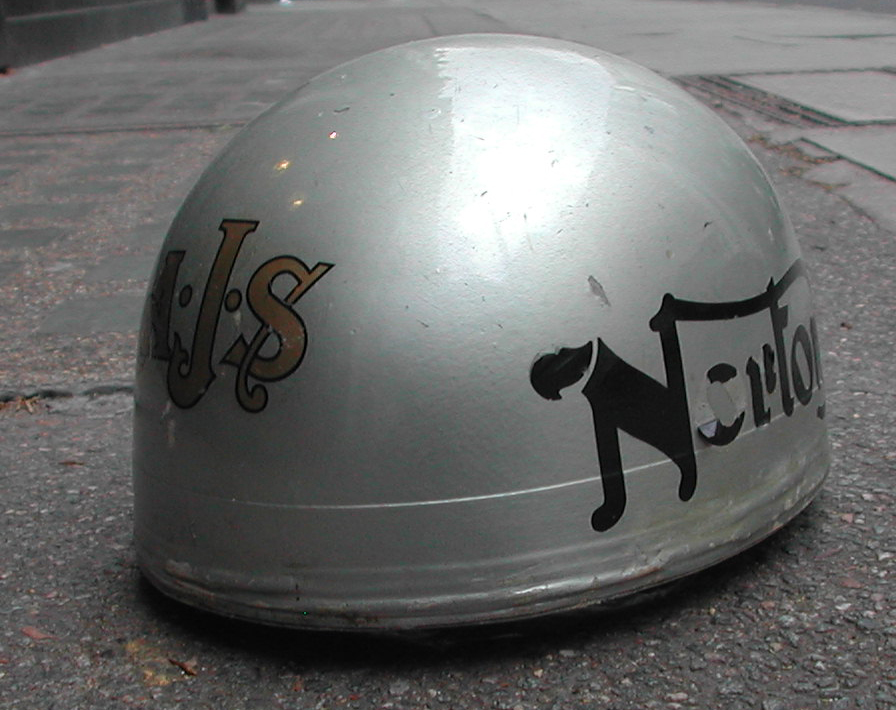
Casco de motorista
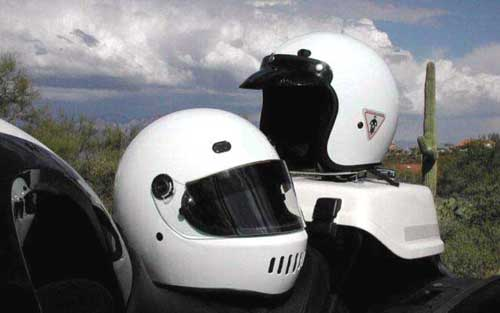
Cascos de motociclista integrales y abiertos
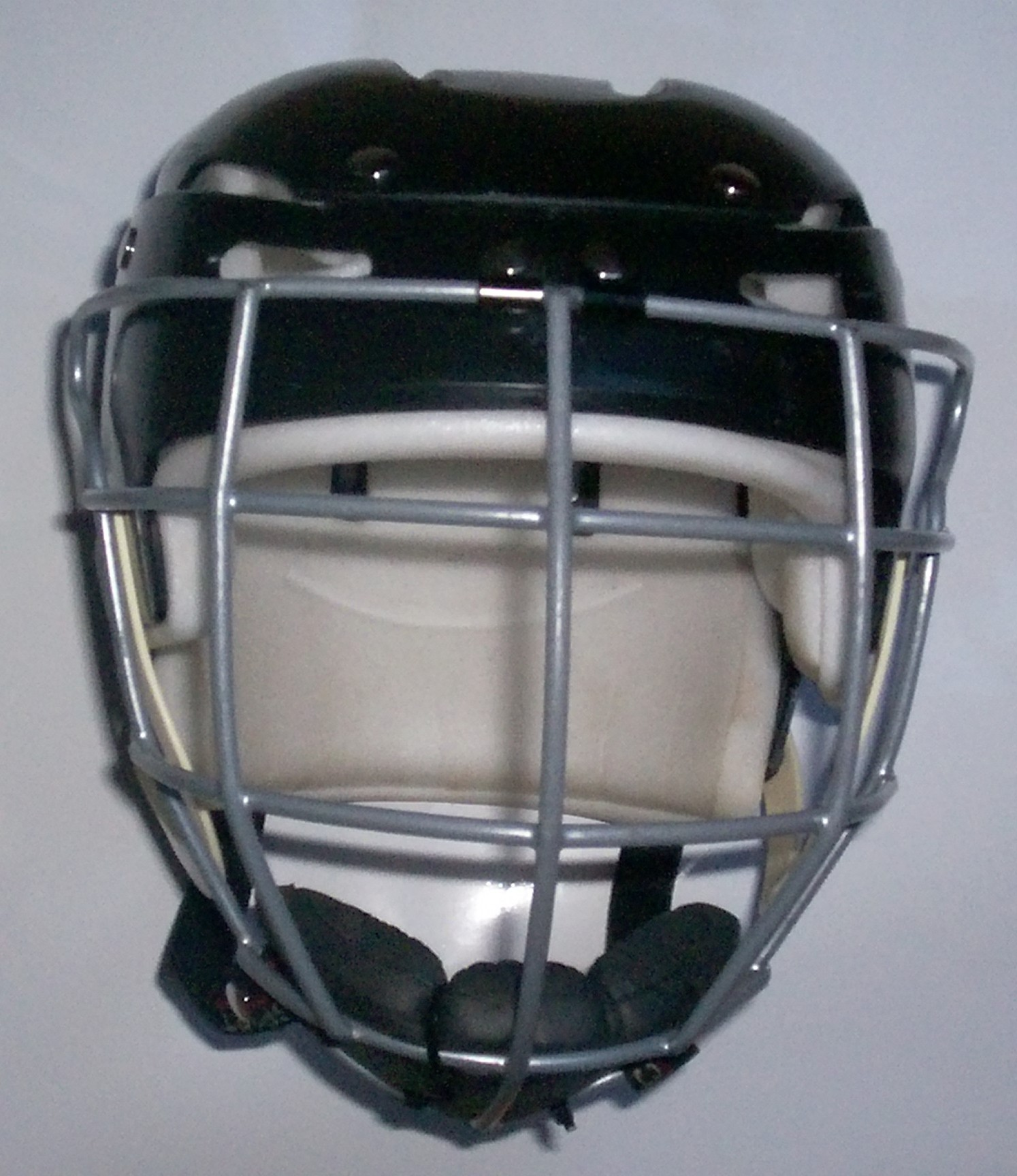
Casco de Hurling/Camogie
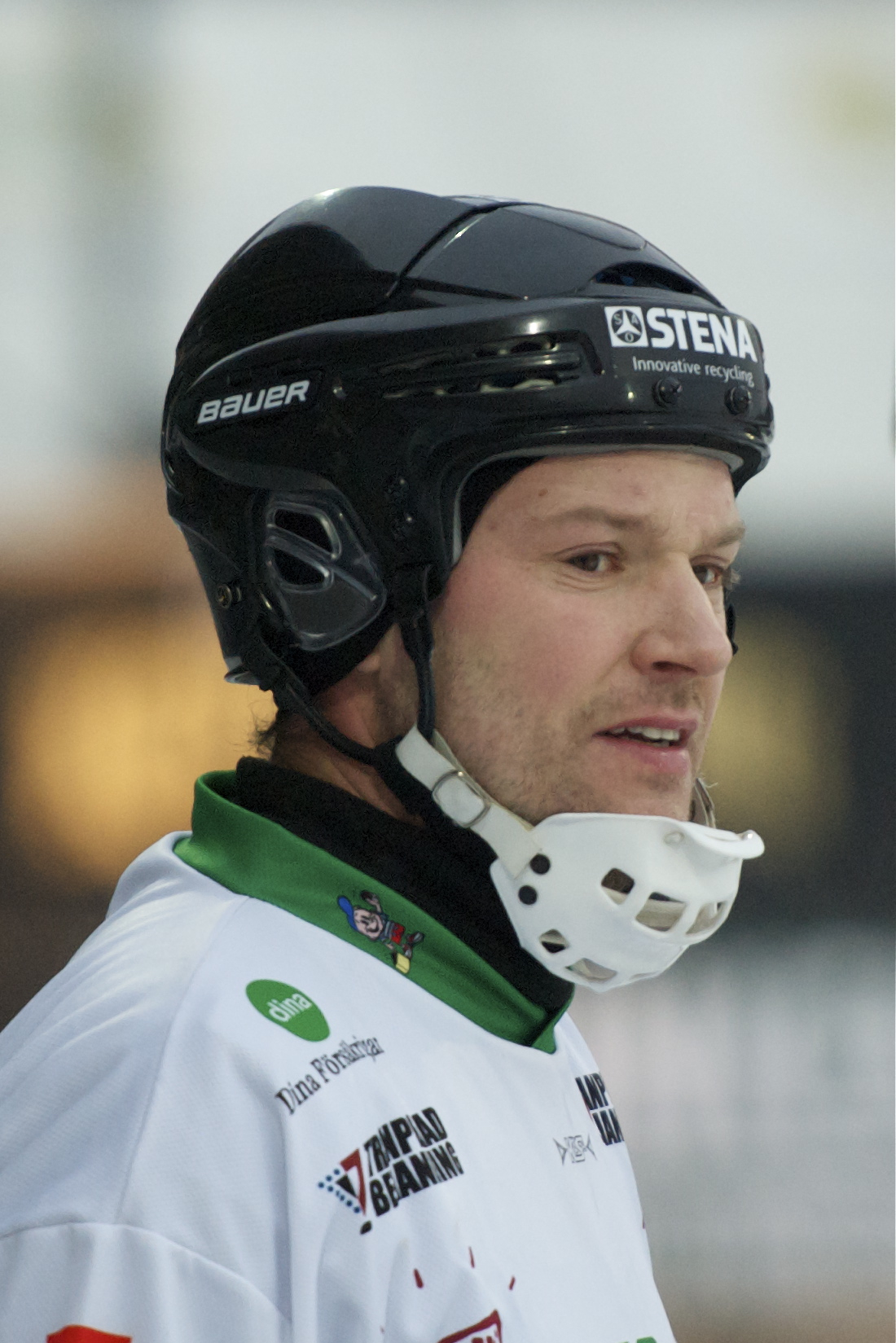
Casco utilizado en Bandy